# 酸化還元酵素
酸化還元酵素（さんかかんげんこうそ、oxidoreductase）とはEC第1群に分類される酵素で、酸化還元反応を触媒する酵素である。オキシドレダクターゼとも呼ばれる。生体内では多数の酸化還元酵素が知られており、約560種類ともいわれる。

## 概要
酸化還元酵素は酸化還元反応により物質代謝を触媒するだけでなく、酸化反応により発生するエネルギー産生（ATP産生）にも関与する。酸化還元酵素はデヒドロゲナーゼ、レダクターゼ、オキシダーゼ、オキシゲナーゼ、ペルオキシダーゼ、トランスヒドロゲナーゼ、カタラーゼなどの名称で呼ばれる。
生体内での酸化還元反応は
1. 水素原子（ヒドリド）の移動
2. 電子の移動
3. 酸素原子の付加

のいずれかの形式をとる。
水素原子の移動を伴う反応（脱水素反応）を触媒する酵素の多くは脱水素酵素（デヒドロゲナーゼ）と呼ばれる。これらの酵素の水素元はNADなど水素供与体に由来するが、一部細菌などがもつヒドロゲナーゼ(hydrogenase)には直接水素分子を授受する物もある。  
電子移動を触媒する酵素の代表は電子伝達系を構成するシトクロムである。
そして分子状酸素を基質とする酸化還元酵素は酸化酵素（オキシダーゼ）と呼ばれる。オキシダーゼは取り込まれる酸素分子の配分形式の違いにより
- ジオキシゲナーゼ - 二つの酸素原子が別の位置に挿入される
- モノオキシゲナーゼ（ヒドロキシラーゼ hydroxylaseとも呼ぶ） - 一方の酸素原子が挿入され、他方は水H2Oとなる
- ペルオキシダーゼ - ペルオキシ基 -O-O- が挿入される

等に分類される。
多くの酸化還元酵素は活性中心に金属元素が存在し、鉄（鉄ポルフィリン）、銅が代表的な活性中心金属である。
酸化還元酵素に関与する酸化・還元受容体は限られており、NAD,NADPなどの補酵素、シトクロム類、酸素、ジスルフィド、キノン化合物などが知られており、EC番号のEC1群は酸化・還元受容体の種類でも区分されている。

## EC.1.-（酸化還元酵素）

### EC.1.1.-（CH-OH結合を電子供与体とする）

#### EC.1.1.1.-（NADまたはNADPが電子受容体）
- EC.1.1.1.1 アルコールデヒドロゲナーゼ
- EC.1.1.1.2 アルコールデヒドロゲナーゼ (NADP+)
- EC.1.1.1.3 ホモセリンデヒドロゲナーゼ
- EC.1.1.1.4 (R,R)-ブタンジオールデヒドロゲナーゼ
- EC.1.1.1.5 欠番 → EC 1.1.1.303, EC 1.1.1.304
- EC.1.1.1.6 グリセロールデヒドロゲナーゼ
- EC.1.1.1.7 プロパンジオールリン酸デヒドロゲナーゼ
- EC.1.1.1.8 グリセロール-3-リン酸デヒドロゲナーゼ (NAD+)
- EC.1.1.1.9 D-キシルロースレダクターゼ
- EC.1.1.1.10 L-キシルロースレダクターゼ
- EC.1.1.1.11 D-アラビニトール-4-デヒドロゲナーゼ
- EC.1.1.1.12 L-アラビニトール-4-デヒドロゲナーゼ
- EC.1.1.1.13 L-アラビニトール-2-デヒドロゲナーゼ
- EC.1.1.1.14 L-イジトール-2-デヒドロゲナーゼ
- EC.1.1.1.15 D-イジトール-2-デヒドロゲナーゼ
- EC.1.1.1.16 ガラクチトール-2-デヒドロゲナーゼ
- EC.1.1.1.17 マンニトール-1-リン酸-5-デヒドロゲナーゼ
- EC.1.1.1.18 イノシトール-2-デヒドロゲナーゼ
- EC.1.1.1.19 グルクロン酸レダクターゼ
- EC.1.1.1.20 グルクロノラクトンレダクターゼ
- EC.1.1.1.21 アルデヒドレダクターゼ
- EC.1.1.1.22 UDP-グルコース-6-デヒドロゲナーゼ
- EC.1.1.1.23 ヒスチジノールデヒドロゲナーゼ
- EC.1.1.1.24 キナ酸デヒドロゲナーゼ
- EC.1.1.1.25 シキミ酸デヒドロゲナーゼ
- EC.1.1.1.26 グリオキシル酸レダクターゼ
- EC.1.1.1.27 L-乳酸デヒドロゲナーゼ
- EC.1.1.1.28 D-乳酸デヒドロゲナーゼ
- EC.1.1.1.29 グリセリン酸デヒドロゲナーゼ
- EC.1.1.1.30 3-ヒドロキシ酪酸デヒドロゲナーゼ
- EC.1.1.1.31 3-ヒドロキシイソ酪酸デヒドロゲナーゼ
- EC.1.1.1.32 メバルド酸レダクターゼ
- EC.1.1.1.33 メバルド酸レダクターゼ (NADPH)
- EC.1.1.1.34 ヒドロキシメチルグルタリルCoAレダクターゼ (NADPH)
- EC.1.1.1.35 3-ヒドロキシアシルCoAデヒドロゲナーゼ
- EC.1.1.1.36 アセトアセチルCoAレダクターゼ
- EC.1.1.1.37 リンゴ酸デヒドロゲナーゼ
- EC.1.1.1.38 リンゴ酸デヒドロゲナーゼ (オキサロ酢酸脱炭酸)
- EC.1.1.1.39 リンゴ酸デヒドロゲナーゼ (脱炭酸)
- EC.1.1.1.40 リンゴ酸デヒドロゲナーゼ (オキサロ酢酸脱炭酸) (NADP+)
- EC.1.1.1.41 イソクエン酸デヒドロゲナーゼ (NAD+)
- EC.1.1.1.42 イソクエン酸デヒドロゲナーゼ (NADP+)
- EC.1.1.1.43 ホスホグルコン酸-2-デヒドロゲナーゼ
- EC.1.1.1.44 ホスホグルコン酸デヒドロゲナーゼ (脱炭酸)
- EC.1.1.1.45 L-グロン酸-3-デヒドロゲナーゼ
- EC.1.1.1.46 L-アラビノース-1-デヒドロゲナーゼ
- EC.1.1.1.47 グルコース-1-デヒドロゲナーゼ
- EC.1.1.1.48 ガラクトース-1-デヒドロゲナーゼ
- EC.1.1.1.49 グルコース-6-リン酸デヒドロゲナーゼ
- EC.1.1.1.50 3α-ヒドロキシステロイドデヒドロゲナーゼ (B-特異的)
- EC.1.1.1.51 3(or17)β-ヒドロキシステロイドデヒドロゲナーゼ
- EC.1.1.1.52 3α-ヒドロキシコラン酸デヒドロゲナーゼ
- EC.1.1.1.53 3α(or20β)-ヒドロキシステロイドデヒドロゲナーゼ
- EC.1.1.1.54 アリルアルコールデヒドロゲナーゼ
- EC.1.1.1.55 ラクトアルデヒドレダクターゼ (NADPH)
- EC.1.1.1.56 リビトール-2-デヒドロゲナーゼ
- EC.1.1.1.57 フルクツロン酸レダクターゼ
- EC.1.1.1.58 タガツロン酸レダクターゼ
- EC.1.1.1.59 3-ヒドロキシプロピオン酸デヒドロゲナーゼ
- EC.1.1.1.60 2-ヒドロキシ-3-オキソプロピオン酸レダクターゼ
- EC.1.1.1.61 4-ヒドロキシ酪酸デヒドロゲナーゼ
- EC.1.1.1.62 エストラジオール-17β-デヒドロゲナーゼ
- EC.1.1.1.63 テストステロン-17β-デヒドロゲナーゼ
- EC.1.1.1.64 テストステロン-17β-デヒドロゲナーゼ (NADP+)
- EC.1.1.1.65 ピリドキシン-4-デヒドロゲナーゼ
- EC.1.1.1.66 ω-ヒドロキシデカン酸デヒドロゲナーゼ
- EC.1.1.1.67 マンニトール-2-デヒドロゲナーゼ
- EC.1.1.1.68 欠番　→ EC.1.7.99.5
- EC.1.1.1.69 グルコン酸-5-デヒドロゲナーゼ
- EC.1.1.1.70 欠番　→ EC.1.2.1.3
- EC.1.1.1.71 アルコールデヒドロゲナーゼ (NAD(P)+)
- EC.1.1.1.72 グリセロールデヒドロゲナーゼ (NADP+)
- EC.1.1.1.73 オクタノールデヒドロゲナーゼ
- EC.1.1.1.74 欠番　削除
- EC.1.1.1.75 (R)-アミノプロパノールデヒドロゲナーゼ
- EC.1.1.1.76 (S,S)-ブタンジオールデヒドロゲナーゼ
- EC.1.1.1.77 ラクトアルデヒドレダクターゼ
- EC.1.1.1.78 メチルグリオキサールレダクターゼ (NADH依存)
- EC.1.1.1.79 グリオキシル酸レダクターゼ
- EC.1.1.1.80 イソプロパノールデヒドロゲナーゼ (NADP+)
- EC.1.1.1.81 ヒドロキシピルビン酸レダクターゼ
- EC.1.1.1.82 リンゴ酸デヒドロゲナーゼ (NADP+)
- EC.1.1.1.83 D-リンゴ酸デヒドロゲナーゼ (脱炭酸)
- EC.1.1.1.84 ジメチルリンゴ酸デヒドロゲナーゼ
- EC.1.1.1.85 3-イソプロピルリンゴ酸デヒドロゲナーゼ
- EC.1.1.1.86 ケトール酸レダクトイソメラーゼ
- EC.1.1.1.87 ホモイソクエン酸デヒドロゲナーゼ
- EC.1.1.1.88 ヒドロキシメチルグルタリルCoAレダクターゼ
- EC.1.1.1.89 欠番　→ EC.1.1.1.86
- EC.1.1.1.90 アリールアルコールデヒドロゲナーゼ
- EC.1.1.1.91 アリールアルコールデヒドロゲナーゼ (NADP+)
- EC.1.1.1.92 オキサログリコール酸レダクターゼ (脱炭酸)
- EC.1.1.1.93 酒石酸デヒドロゲナーゼ
- EC.1.1.1.94 グリセロール-3-リン酸デヒドロゲナーゼ (NAD(P)+)
- EC.1.1.1.95 ホスホグリセリン酸デヒドロゲナーゼ
- EC.1.1.1.96 ジヨードフェニルピルビン酸デヒドロゲナーゼ
- EC.1.1.1.97 3-ヒドロキシベンジルアルコールデヒドロゲナーゼ
- EC.1.1.1.98 (R)-2-ヒドロキシ脂肪酸デヒドロゲナーゼ
- EC.1.1.1.99 (S)-2-ヒドロキシ脂肪酸デヒドロゲナーゼ
- EC.1.1.1.100 3-オキソアシル(アシル輸送タンパク質)レダクターゼ
- EC.1.1.1.101 アシルグリセロンリン酸レダクターゼ
- EC.1.1.1.102 3-デヒドロスフィンガニンレダクターゼ
- EC.1.1.1.103 L-トレオニン-3-デヒドロゲナーゼ
- EC.1.1.1.104 4-オキソプロリンレダクターゼ
- EC.1.1.1.105 レチノールデヒドロゲナーゼ
- EC.1.1.1.106 パントイン酸-4-デヒドロゲナーゼ
- EC.1.1.1.107 ピリドキサール-4-デヒドロゲナーゼ
- EC.1.1.1.108 カルニチン-3-デヒドロゲナーゼ
- EC.1.1.1.109 欠番　→ EC.1.3.1.28
- EC.1.1.1.110 インドール乳酸デヒドロゲナーゼ
- EC.1.1.1.111 3-(イミダソゾール-5-イル)乳酸デヒドロゲナーゼ
- EC.1.1.1.112 インダノールデヒドロゲナーゼ
- EC.1.1.1.113 L-キシロース-1-デヒドロゲナーゼ
- EC.1.1.1.114 アピオース-1-レダクターゼ
- EC.1.1.1.115 リボース-1-デヒドロゲナーゼ (NADP+)
- EC.1.1.1.116 D-アラビノース-1-デヒドロゲナーゼ
- EC.1.1.1.117 D-アラビノース-1-デヒドロゲナーゼ (NAD(P)+)
- EC.1.1.1.118 グルコース-1-デヒドロゲナーゼ (NAD+)
- EC.1.1.1.119 グルコース-1-デヒドロゲナーゼ (NADP+)
- EC.1.1.1.120 ガラクトース-1-デヒドロゲナーゼ (NADP+)
- EC.1.1.1.121 アルドース-1-デヒドロゲナーゼ
- EC.1.1.1.122 D-threo-アルドース-1-デヒドロゲナーゼ
- EC.1.1.1.123 ソルボース-5-デヒドロゲナーゼ (NADP+)
- EC.1.1.1.124 フルクトース-5-デヒドロゲナーゼ (NADP+)
- EC.1.1.1.125 2-デオキシ-D-グルコン酸-3-デヒドロゲナーゼ
- EC.1.1.1.126 2-デヒドロ-3-デオキシ-D-グルコン酸-6-デヒドロゲナーゼ
- EC.1.1.1.127 2-デヒドロ-3-デオキシ-D-グルコン酸-5-デヒドロゲナーゼ
- EC.1.1.1.128 L-イドン酸-2-デヒドロゲナーゼ
- EC.1.1.1.129 L-トレオン酸-3-デヒドロゲナーゼ
- EC.1.1.1.130 3-デヒドロ-L-グロン酸-2-デヒドロゲナーゼ
- EC.1.1.1.131 マンヌロン酸レダクターゼ
- EC.1.1.1.132 GDP-マンノース-6-デヒドロゲナーゼ
- EC.1.1.1.133 dTDP-4-デヒドロラムノースレダクターゼ
- EC.1.1.1.134 dTDP-6-デオキシ-L-タロース-4-デヒドロゲナーゼ
- EC.1.1.1.135 GDP-6-デオキシ-D-タロース-4-デヒドロゲナーゼ
- EC.1.1.1.136 UDP-N-アセチルグルコサミン-6-デヒドロゲナーゼ
- EC.1.1.1.137 リビトール-5-リン酸-2-デヒドロゲナーゼ
- EC.1.1.1.138 マンニトール-2-デヒドロゲナーゼ
- EC.1.1.1.139 欠番　→ EC.1.1.1.21
- EC.1.1.1.140 ソルビトール-6-リン酸-2-デヒドロゲナーゼ
- EC.1.1.1.141 15-ヒドロキシプロスタグランジンデヒドロゲナーゼ (NAD+)
- EC.1.1.1.142 D-ピニトールデヒドロゲナーゼ
- EC.1.1.1.143 セクオイトールデヒドロゲナーゼ
- EC.1.1.1.144 ペリリルアルコールデヒドロゲナーゼ
- EC.1.1.1.145 3β-ヒドロキシ-Δ5-ステロイドデヒドロゲナーゼ
- EC.1.1.1.146 11β-ヒドロキシステロイドデヒドロゲナーゼ
- EC.1.1.1.147 16α-ヒドロキシステロイドデヒドロゲナーゼ
- EC.1.1.1.148 エストラジオール-17α-デヒドロゲナーゼ
- EC.1.1.1.149 20α-ヒドロキシステロイドデヒドロゲナーゼ
- EC.1.1.1.150 21-ヒドロキシステロイドデヒドロゲナーゼ (NAD+)
- EC.1.1.1.151 21-ヒドロキシステロイドデヒドロゲナーゼ (NADP+)
- EC.1.1.1.152 3α-ヒドロキシ-5β-アンドロスタン-17-オン-3α-デヒドロゲナーゼ
- EC.1.1.1.153 セピアプテリンレダクターゼ
- EC.1.1.1.154 ウレイドグリコール酸デヒドロゲナーゼ
- EC.1.1.1.155 欠番 → EC.1.1.1.87
- EC.1.1.1.156 グリセロール-2-デヒドロゲナーゼ (NADP+)
- EC.1.1.1.157 3-ヒドロキシブチリルCoAレダクターゼ
- EC.1.1.1.158 UDP-N-アセチルムラミン酸デヒドロゲナーゼ
- EC.1.1.1.159 7α-ヒドロキシステロイドデヒドロゲナーゼ
- EC.1.1.1.160 ジヒドロブノロールデヒドロゲナーゼ
- EC.1.1.1.161 コレスタンテトラオール-26-デヒドロゲナーゼ
- EC.1.1.1.162 エリトルロースレダクターゼ
- EC.1.1.1.163 シクロペンタノールデヒドロゲナーゼ
- EC.1.1.1.164 ヘキサデカノールデヒドロゲナーゼ
- EC.1.1.1.165 2-アルキン-1-オールデヒドロゲナーゼ
- EC.1.1.1.166 ヒドロキシシクロヘキサンカルボン酸デヒドロゲナーゼ
- EC.1.1.1.167 ヒドロキシマロン酸デヒドロゲナーゼ
- EC.1.1.1.168 2-デヒドロパントラクトンレダクターゼ (A-特異的)
- EC.1.1.1.169 2-デヒドロパントイン酸-2-レダクターゼ
- EC.1.1.1.170 ステロール-4α-カルボン酸-3-デヒドロゲナーゼ (脱炭酸)
- EC.1.1.1.171 欠番　→ EC.1.5.1.20
- EC.1.1.1.172 2-オキソアジピン酸レダクターゼ
- EC.1.1.1.173 L-ラムノース-1-デヒドロゲナーゼ
- EC.1.1.1.174 シクロヘキサン-1,2-ジオールデヒドロゲナーゼ
- EC.1.1.1.175 D-キシロース-1-デヒドロゲナーゼ
- EC.1.1.1.176 12α-ヒドロキシステロイドデヒドロゲナーゼ
- EC.1.1.1.177 グリセロール-3-リン酸1-デヒドロゲナーゼ (NADP+)
- EC.1.1.1.178 3-ヒドロキシ-2-メチルブチリルCoAデヒドロゲナーゼ
- EC.1.1.1.179 D-キシロース-1-デヒドロゲナーゼ (NADP+)
- EC.1.1.1.180 欠番　→ EC.1.1.1.131
- EC.1.1.1.181 コレスト-5-エン-3β,7α-ジオール-3β-デヒドロゲナーゼ
- EC.1.1.1.182 欠番　→ EC.1.1.1.198,EC.1.1.1.227,EC.1.1.1.228
- EC.1.1.1.183 ゲラニオールデヒドロゲナーゼ
- EC.1.1.1.184 カルボニルレダクターゼ (NADPH)
- EC.1.1.1.185 L-グリコールデヒドロゲナーゼ
- EC.1.1.1.186 dTDP-ガラクトース-6-デヒドロゲナーゼ
- EC.1.1.1.187 GDP-4-デヒドロ-D-ラムノースレダクターゼ
- EC.1.1.1.188 プロスタグランジン-Fシンターゼ
- EC.1.1.1.189 プロスタグランジン-E2 9-レダクターゼ
- EC.1.1.1.190 インドール-3-アセトアルデヒドレダクターゼ (NADH)
- EC.1.1.1.191 インドール-3-アセトアルデヒドレダクターゼ (NADPH)
- EC.1.1.1.192 長鎖アルコールデヒドロゲナーゼ
- EC.1.1.1.193 5-アミノ-6-(5-ホスホリボシルアミノ)ウラシルレダクターゼ
- EC.1.1.1.194 コニフェリルアルコールデヒドロゲナーゼ
- EC.1.1.1.195 シンナミルアルコールデヒドロゲナーゼ
- EC.1.1.1.196 15-ヒドロキシプロスタグランジン-Dデヒドロゲナーゼ (NADP+)
- EC.1.1.1.197 15-ヒドロキシプロスタグランジンデヒドロゲナーゼ (NADP+)
- EC.1.1.1.198 (+)-ボルネオールデヒドロゲナーゼ
- EC.1.1.1.199 (S)-ウスニン酸レダクターゼ
- EC.1.1.1.200 アルドース-6-リン酸レダクターゼ (NADPH)
- EC.1.1.1.201 7β-ヒドロキシステロイドレダクターゼ (NADP+)
- EC.1.1.1.202 1,3-プロパンジオールデヒドロゲナーゼ
- EC.1.1.1.203 ウロン酸デヒドロゲナーゼ
- EC.1.1.1.204 欠番　→ EC.1.17.1.4
- EC.1.1.1.205 IMPデヒドロゲナーゼ
- EC.1.1.1.206 トロピノンレダクターゼI
- EC.1.1.1.207 (-)-メントールデヒドロゲナーゼ
- EC.1.1.1.208 (+)-ネオメントールデヒドロゲナーゼ
- EC.1.1.1.209 3(or 17)α-ヒドロキシステロイドデヒドロゲナーゼ
- EC.1.1.1.210 3β(or 20α)-ヒドロキシステロイドデヒドロゲナーゼ
- EC.1.1.1.211 長鎖-3-ヒドロキシアシルCoAデヒドロゲナーゼ
- EC.1.1.1.212 3-オキソアシル-(アシル輸送タンパク質)レダクターゼ (NADH)
- EC.1.1.1.213 3α-ヒドロキシステロイドデヒドロゲナーゼ (A-特異的)
- EC.1.1.1.214 2-デヒドロパントラクトンレダクターゼ (B-特異的)
- EC.1.1.1.215 グルコン酸-2-デヒドロゲナーゼ
- EC.1.1.1.216 ファルネソールデヒドロゲナーゼ
- EC.1.1.1.217 ベンジル-2-メチル-ヒドロキシ酪酸デヒドロゲナーゼ
- EC.1.1.1.218 モルヒネ-6-デヒドロゲナーゼ
- EC.1.1.1.219 ジヒドロケンペロール-4-レダクターゼ
- EC.1.1.1.220 6-ピルボイルテトラヒドロプテリン-2'-レダクターゼ
- EC.1.1.1.221 ヴォミフォリオールデヒドロゲナーゼ
- EC.1.1.1.222 (R)-4-ヒドロキシフェニル乳酸デヒドロゲナーゼ
- EC.1.1.1.223 イソピペリテノールデヒドロゲナーゼ
- EC.1.1.1.224 マンノース-6-リン酸-6-レダクターゼ
- EC.1.1.1.225 クロルデコンレダクターゼ
- EC.1.1.1.226 4-ヒドロキシシクロヘキサンカルボン酸デヒドロゲナーゼ
- EC.1.1.1.227 (-)-ボルネオールデヒドロゲナーゼ
- EC.1.1.1.228 (+)-サビノールデヒドロゲナーゼ
- EC.1.1.1.229 2-メチル-3-オキソコハク酸ジエチルレダクターゼ
- EC.1.1.1.230 3α-ヒドロキシグリチルレチン酸デヒドロゲナーゼ
- EC.1.1.1.231 15-ヒドロキシプロスタグランジン-Iデヒドロゲナーゼ (NADP+)
- EC.1.1.1.232 15-ヒドロキシイコサテトラエン酸デヒドロゲナーゼ
- EC.1.1.1.233 N-アシルマンノサミン-1-デヒドロゲナーゼ
- EC.1.1.1.234 フラバノン-4-レダクターゼ
- EC.1.1.1.235 8-オキソコホルマイシンレダクターゼ
- EC.1.1.1.236 トロピノンレダクターゼII
- EC.1.1.1.237 ヒドロキシフェニルピルビン酸レダクターゼ
- EC.1.1.1.238 12β-ヒドロキシステロイドデヒドロゲナーゼ
- EC.1.1.1.239 3α(17β)-ヒドロキシステロイドデヒドロゲナーゼ (NAD+)
- EC.1.1.1.240 N-アセチルヘキソサミン-1-デヒドロゲナーゼ
- EC.1.1.1.241 6-endo-ヒドロキシシネオールデヒドロゲナーゼ
- EC.1.1.1.242 欠番　→ EC.1.3.1.69
- EC.1.1.1.243 カルベオールデヒドロゲナーゼ
- EC.1.1.1.244 メタノールデヒドロゲナーゼ
- EC.1.1.1.245 シクロヘキサノールデヒドロゲナーゼ
- EC.1.1.1.246 プテロカルピンシンターゼ
- EC.1.1.1.247 コデイノンレダクターゼ (NADPH)
- EC.1.1.1.248 サルタリジンレダクターゼ (NADPH)
- EC.1.1.1.249 欠番 → EC.2.5.1.46
- EC.1.1.1.250 D-アラビニトール-2-デヒドロゲナーゼ
- EC.1.1.1.251 ガラクチトール-1-リン酸-5-デヒドロゲナーゼ
- EC.1.1.1.252 テトラヒドロキシナフタレンレダクターゼ
- EC.1.1.1.253 欠番　→ EC.1.5.1.33
- EC.1.1.1.254 (S)-カルニチン-3-デヒドロゲナーゼ
- EC.1.1.1.255 マンニトールデヒドロゲナーゼ
- EC.1.1.1.256 フルオレン-9-オールデヒドロゲナーゼ
- EC.1.1.1.257 4-(ヒドロキシメチル)ベンゼンスルホン酸デヒドロゲナーゼ
- EC.1.1.1.258 6-ヒドロキシヘキサン酸デヒドロゲナーゼ
- EC.1.1.1.259 3-ヒドロキシピメロイルCoAデヒドロゲナーゼ
- EC.1.1.1.260 スルカトンレダクターゼ
- EC.1.1.1.261 sn-グリセロール-1-リン酸デヒドロゲナーゼ
- EC.1.1.1.262 4-ヒドロキシトレオニン-4-リン酸デヒドロゲナーゼ
- EC.1.1.1.263 1,5-アンヒドロ-D-フルクトースレダクターゼ
- EC.1.1.1.264 L-イドン酸-5-デヒドロゲナーゼ
- EC.1.1.1.265 3-メチルブタナールレダクターゼ
- EC.1.1.1.266 dTDP-4-デヒドロ-6-デオキシグルコースレダクターゼ
- EC.1.1.1.267 1-デオキシ-D-キシルロース-5-リン酸レダクトイソメラーゼ
- EC.1.1.1.268 2-(R)-ヒドロキシプロピルCoMデヒドロゲナーゼ
- EC.1.1.1.269 2-(S)-ヒドロキシプロピルCoMデヒドロゲナーゼ
- EC.1.1.1.270 3-ケトステロイドレダクターゼ
- EC.1.1.1.271 GDP-L-フコースシンターゼ
- EC.1.1.1.272 (R)-2-ヒドロキシ酸デヒドロゲナーゼ
- EC.1.1.1.273 ベロシミンデヒドロゲナーゼ
- EC.1.1.1.274 2,5-ジデヒドログルコン酸レダクターゼ
- EC.1.1.1.275 (+)-trans-カルベオールデヒドロゲナーゼ
- EC.1.1.1.276 セリン-3-デヒドロゲナーゼ
- EC.1.1.1.277 3β-ヒドロキシ-5β-ステロイドデヒドロゲナーゼ
- EC.1.1.1.278 3β-ヒドロキシ-5α-ステロイドデヒドロゲナーゼ
- EC.1.1.1.279 (R)-3-ヒドロキシ酸エステルデヒドロゲナーゼ
- EC.1.1.1.280 (S)-3-ヒドロキシ酸エステルデヒドロゲナーゼ
- EC.1.1.1.281 GDP-4-デヒドロ-6-デオキシ-D-マンノースレダクターゼ
- EC 1.1.1.282 キナ酸/シキミ酸デヒドロゲナーゼ
- EC 1.1.1.283 メチルグリオキサールレダクターゼ (NADPH依存)
- EC 1.1.1.284 S-(ヒドロキシメチル)グルタチオンデヒドロゲナーゼ
- EC 1.1.1.285 3''-デアミノ-3''-ニコチアナミンレダクターゼ
- EC 1.1.1.286 イソクエン酸-ホモイソソクエン酸デヒドロゲナーゼ
- EC 1.1.1.287 D-アラビニトールデヒドロゲナーゼ (NADP+)
- EC 1.1.1.288 キサントキシンデヒドロゲナーゼ
- EC 1.1.1.289 ソルボースレダクターゼ
- EC 1.1.1.290 4-ホスホエリトロン酸デヒドロゲナーゼ
- EC 1.1.1.291 2-ヒドロキシメチルグルタル酸デヒドロゲナーゼ
- EC 1.1.1.292 1,5-アンヒドロ-D-フルクトースレダクターゼ (1,5-アンヒドロ-D-マンニトール形成)
- EC.1.1.1.293 欠番　→ EC.1.1.1.206
- EC 1.1.1.294 クロロフィル(イド)bレダクターゼ
- EC 1.1.1.295 モミラクトンAシンターゼ
- EC 1.1.1.296 ジヒドロカルベオールデヒドロゲナーゼ
- EC 1.1.1.297 リモネン-1,2-ジオールデヒドロゲナーゼ
- EC 1.1.1.298 3-ヒドロキシプロピオン酸デヒドロゲナーゼ (NADP+)
- EC 1.1.1.299 リンゴ酸デヒドロゲナーゼ (NAD(P)+)
- EC 1.1.1.300 NADP-レチノールデヒドロゲナーゼ
- EC 1.1.1.301 D-アラビトールリン酸デヒドロゲナーゼ
- EC 1.1.1.302 2,5-ジアミノ-6-(リボシルアミノ)-4(3H)-ピリミジノン-5'-リン酸レダクターゼ
- EC 1.1.1.303 ジアセチルレダクターゼ ((R)-アセトイン形成)
- EC 1.1.1.304 ジアセチルレダクターゼ ((S)-アセトイン形成)
- EC 1.1.1.305 UDP-グルクロン酸デヒドロゲナーゼ (UDP-4-ケト-ヘキサウロン酸脱炭酸)
- EC 1.1.1.306 S-(ヒドロキシメチル)マイコチオールデヒドロゲナーゼ
- EC 1.1.1.307 D-キシロースレダクターゼ
- EC 1.1.1.308 スルホプロパンジオール-3-デヒドロゲナーゼ
- EC 1.1.1.309 ホスホノアセトアルデヒドレダクターゼ (NADH)
- EC 1.1.1.310 (S)-スルホ乳酸デヒドロゲナーゼ
- EC 1.1.1.311 (S)-1-フェニルエタノールデヒドロゲナーゼ
- EC 1.1.1.312 2-ヒドロキシ-4-カルボキシムコン酸セミアルデヒドヘミアセタールデヒドロゲナーゼ
- EC 1.1.1.313 スルホアセトアルデヒドレダクターゼ
- EC 1.1.1.314 ゲルマクレンAアルコールデヒドロゲナーゼ
- EC 1.1.1.315 11-cis-レチノールデヒドロゲナーゼ
- EC 1.1.1.316 L-ガラクトース 1-デヒドロゲナーゼ
- EC 1.1.1.317 ペラキンレダクターゼ
- EC 1.1.1.318 オイゲノールシンターゼ
- EC 1.1.1.319 イソオイゲノール シンターゼ
- EC 1.1.1.320 ベンジルレダクターゼ((S)-ベンゾイン形成)
- EC 1.1.1.321 ベンジルレダクターゼ((R)-ベンゾイン形成)
- EC 1.1.1.322 (?)-endo-フェンコールデヒドロゲナーゼ
- EC 1.1.1.323 (+)-ツジョン-3-オールデヒドロゲナーゼ
- EC 1.1.1.324 8-ヒドロキシゲラニオールデヒドロゲナーゼ
- EC 1.1.1.325 セピアプテリンレダクターゼ(L-threo-7,8-ジヒドロビオプテリン形成)
- EC 1.1.1.326 ゼルンボンシンターゼ
- EC 1.1.1.327 5-exo-ヒドロキシカンファーデヒドロゲナーゼ
- EC 1.1.1.328 ニコチンブルーオキシドレダクターゼ
- EC 1.1.1.329 2-デオキシ-scyllo-イノサミンデヒドロゲナーゼ
- EC 1.1.1.330 極長鎖 3-オキソアシル-CoAレダクターゼ
- EC 1.1.1.331 アマニリグナンデヒドロゲナーゼ
- EC 1.1.1.332 カノクラビンe-Iデヒドロゲナーゼ
- EC 1.1.1.333 デカプレニルホスホ-β-D-erythro-ペントフラノシド-2-ウロース 2-レダクターゼ
- EC 1.1.1.334 メチルエクゴノンレダクターゼ
- EC 1.1.1.335 UDP-N-アセチル-2-アミノ-2-デオキシグルクロン酸デヒドロゲナーゼ
- EC 1.1.1.336 UDP-N-アセチル-D-マンノサミンデヒドロゲナーゼ
- EC 1.1.1.337 L-2-ヒドロキシカルボン酸デヒドロゲナーゼ(NAD+)
- EC 1.1.1.338 (2R)-3-スルホ乳酸デヒドロゲナーゼ(NADP+)
- EC 1.1.1.339 dTDP-6-デオキシ-L-タロース 4-デヒドロゲナーゼ(NAD+)
- EC 1.1.1.340 1-デオキシ-11β-ヒドロキシペンタレン酸デヒドロゲナーゼ
- EC 1.1.1.341 CDP-アベクオースシンターゼ
- EC 1.1.1.342 CDP-パラトースシンターゼ
- EC 1.1.1.343 ホスホグルコン酸デヒドロゲナーゼ(NAD+-依存性, 脱カルボキシル化)
- EC 1.1.1.344 dTDP-6-デオキシ-L-タロース 4-デヒドロゲナーゼ(NAD(P)+)
- EC 1.1.1.345 D-2-ヒドロキシ酸デヒドロゲナーゼ(NAD+)
- EC 1.1.1.346 2,5-ジデヒドログルコン酸レダクターゼ (2-デヒドロ-L-グロン酸形成)
- EC 1.1.1.347 ゲラニオールデヒドロゲナーゼ(NAD+)
- EC 1.1.1.348 ベスチトンレダクターゼ
- EC 1.1.1.349 ノルソロリン酸ケトレダクターゼ
- EC 1.1.1.350 ウレイドグリコール酸デヒドロゲナーゼ(NAD+)
- EC 1.1.1.351 ホスホグルコン酸デヒドロゲナーゼ(NAD(P)+-依存性, 脱カルボキシル化)
- EC 1.1.1.352 5'-ヒドロキシアベランチンデヒドロゲナーゼ
- EC 1.1.1.353 ベルシコナールヘミアセタール酢酸レダクターゼ
- EC 1.1.1.354 ファルネソールデヒドロゲナーゼ(NAD+)
- EC 1.1.1.355 2'-デヒドロカナマイシンレダクターゼ
- EC 1.1.1.356 GDP-L-コリトースシンターゼ
- EC 1.1.1.357 3α-ヒドロキシステロイド 3-デヒドロゲナーゼ
- EC 1.1.1.358 2-デヒドロパントラクトンレダクターゼ
- EC 1.1.1.359 アルドース 1-デヒドロゲナーゼ 8NAD(P)+)
- EC 1.1.1.360 グルコース/ガラクトース 1-デヒドロゲナーゼ
- EC 1.1.1.361 グルコース-6-リン酸 3-デヒドロゲナーゼ
- EC 1.1.1.362 アクラビケトンレダクターゼ
- EC 1.1.1.363 グルコース-6-リン酸デヒドロゲナーゼ(NAD(P)+)
- EC 1.1.1.364 dTDP-4-デヒドロ-6-デオキシ-α-D-グロース 4-ケトレダクターゼ
- EC 1.1.1.365 D-ガラクツロン酸レダクターゼ
- EC 1.1.1.366 L-イドン酸 5-デヒドロゲナーゼ(NAD+)

#### EC.1.1.2.-（シトクロムが電子受容体）
- EC.1.1.2.1 欠番　→ EC.1.1.99.5
- EC.1.1.2.2 マンニトールデヒドロゲナーゼ (シトクロム)
- EC.1.1.2.3 L-乳酸デヒドロゲナーゼ (シトクロム)
- EC.1.1.2.4 D-乳酸デヒドロゲナーゼ (シトクロム)
- EC.1.1.2.5 D-乳酸デヒドロゲナーゼ (シトクロム c-553)
- EC.1.1.2.6 ポリビニルアルコールデヒドロゲナーゼ (シトクロム)
- EC.1.1.2.7 メタノールデヒドロゲナーゼ (シトクロムc)
- EC.1.1.2.8 アルコールデヒドロゲナーゼ (シトクロムc)

#### EC.1.1.3.-（酸素が電子受容体）
- EC.1.1.3.1 欠番　→ EC.1.1.3.15
- EC.1.1.3.2 欠番　→ EC.1.13.12.4
- EC.1.1.3.3 リンゴ酸オキシダーゼ
- EC.1.1.3.4 グルコースオキシダーゼ
- EC.1.1.3.5 ヘキソースオキシダーゼ
- EC.1.1.3.6 コレステロールオキシダーゼ
- EC.1.1.3.7 アリールアルコールオキシダーゼ
- EC.1.1.3.8 L-グロノラクトンオキシダーゼ
- EC.1.1.3.9 ガラクトースオキシダーゼ
- EC.1.1.3.10 ピラノースオキシダーゼ
- EC.1.1.3.11 L-ソルボースオキシダーゼ
- EC.1.1.3.12 ピリドキシン-4-オキシダーゼ
- EC.1.1.3.13 アルコールオキシダーゼ
- EC.1.1.3.14 カテコールオキシダーゼ (二量体化)
- EC.1.1.3.15 (S)-2-ヒドロキシ酸オキシダーゼ
- EC.1.1.3.16 エクジソンオキシダーゼ
- EC.1.1.3.17 コリンオキシダーゼ
- EC.1.1.3.18 第2級アルコールオキシダーゼ
- EC.1.1.3.19 4-ヒドロキシマンデル酸オキシダーゼ
- EC.1.1.3.20 長鎖アルコールオキシダーゼ
- EC.1.1.3.21 グリセロール-3-リン酸オキシダーゼ
- EC.1.1.3.22 欠番　→ EC 1.17.3.2
- EC.1.1.3.23 チアミンオキシダーゼ
- EC.1.1.3.24 欠番　→ EC 1.3.3.12
- EC.1.1.3.25 欠番　→ EC 1.1.99.18
- EC.1.1.3.26 欠番　→ EC.1.21.3.2
- EC.1.1.3.27 ヒドロキシフィタン酸オキシダーゼ
- EC.1.1.3.28 ヌクレオシドオキシダーゼ
- EC.1.1.3.29 N-アシルヘキソサミンオキシダーゼ
- EC.1.1.3.30 ポリビニルアルコールオキシダーゼ
- EC.1.1.3.31 欠番　削除
- EC.1.1.3.32 欠番　→ EC.1.14.21.1
- EC.1.1.3.33 欠番　→ EC.1.14.21.2
- EC.1.1.3.34 欠番　→ EC.1.14.21.3
- EC.1.1.3.35 欠番　→ EC.1.14.21.4
- EC.1.1.3.36 欠番　→ EC.1.14.21.5
- EC.1.1.3.37 D-アラビノノ-1,4-ラクトンオキシダーゼ
- EC.1.1.3.38 バニリルアルコールオキシダーゼ
- EC.1.1.3.39 ヌクレオシドオキシダーゼ (H2O2形成)
- EC.1.1.3.40 D-マンニトールオキシダーゼ
- EC.1.1.3.41 キシリトールオキシダーゼ
- EC.1.1.3.42 プロソラナピロンIIオキシダーゼ
- EC.1.1.3.43 パロマミン 6'-オキシダーゼ
- EC.1.1.3.44 6'''-ヒドロキシネオマイシンCオキシダーゼ
- EC.1.1.3.45 アクラシノマイシンNオキシダーゼ

#### EC.1.1.4.-（ジスルフィドが電子受容体）
- EC.1.1.4.1 欠番　→ EC.1.17.4.4
- EC.1.1.4.2 欠番　→ EC.1.17.4.5

#### EC.1.1.5.-（キノンあるいはその類似化合物を用いる）
- EC.1.1.5.1 欠番　→ EC.1.1.99.18
- EC.1.1.5.2 キノプロテイングルコースデヒドロゲナーゼ
- EC.1.1.5.3 グリセロール-3-リン酸デヒドロゲナーゼ
- EC.1.1.5.4 リンゴ酸デヒドロゲナーゼ (キノン)
- EC.1.1.5.5 アルコールデヒドロゲナーゼ (キノン)
- EC.1.1.5.6 ギ酸デヒドロゲナーゼ-N
- EC.1.1.5.7 環状アルコールデヒドロゲナーゼ (キノン)
- EC.1.1.5.8 キナ酸デヒドロゲナーゼ (キノン)
- EC.1.1.5.9 グルコース 1-デヒドロゲナーゼ (FAD, キノン)

#### EC.1.1.9.-（銅タンパク質を用いる）
- EC.1.1.9.1 アルコールデヒドロゲナーゼ (アズリン)

#### EC.1.1.98.-（その他の生理的電子受容体を用いる）
- EC.1.1.98.1 欠番　→ EC.1.1.9.1
- EC.1.1.98.2 グルコース-6-リン酸デヒドロゲナーゼ (補酵素F420)
- EC.1.1.98.3 デカプレニルホスホ-β-D-リボフラノース 2-オキシダーゼ
- EC.1.1.98.4 F420H2:キノンオキシドレダクターゼ
- EC.1.1.98.5 第二級アルコールデヒドロゲナーゼ (補酵素F420)

#### EC.1.1.99.-（生理的電子受容体が不明）
- EC.1.1.99.1 コリンデヒドロゲナーゼ
- EC.1.1.99.2 2-ヒドロキシグルタル酸デヒドロゲナーゼ
- EC.1.1.99.3 グルコン酸-2-デヒドロゲナーゼ (受容体)
- EC.1.1.99.4 デヒドログルコン酸デヒドロゲナーゼ
- EC.1.1.99.5 欠番 → EC.1.1.5.3
- EC.1.1.99.6 D-2-ヒドロキシ酸デヒドロゲナーゼ
- EC.1.1.99.7 乳酸リンゴ酸トランスヒドロゲナーゼ
- EC.1.1.99.8 欠番 → EC 1.1.2.7、EC 1.1.2.8
- EC.1.1.99.9 ピリドキシン-5-デビトロゲナーゼ
- EC.1.1.99.10 グルコースデヒドロゲナーゼ (受容体)
- EC.1.1.99.11 フルクトース-5-デヒドロゲナーゼ
- EC.1.1.99.12 ソルボースデヒドロゲナーゼ
- EC.1.1.99.13 グルコシド-3-デヒドロゲナーゼ
- EC.1.1.99.14 グリコール酸デヒドロゲナーゼ
- EC.1.1.99.15 欠番 → EC.1.7.99.5
- EC.1.1.99.16 欠番 → EC 1.1.5.4
- EC.1.1.99.17 欠番 → EC.1.1.5.2
- EC.1.1.99.18 セロビオースデヒドロゲナーゼ (受容体)
- EC.1.1.99.19 欠番 削除
- EC.1.1.99.20 アルカン-1-オールデヒドロゲナーゼ (受容体)
- EC.1.1.99.21 D-ソルビトールデヒドロゲナーゼ (受容体)
- EC.1.1.99.22 グリセロールデヒドロゲナーゼ (受容体)
- EC.1.1.99.23 欠番 → EC 1.1.2.6
- EC.1.1.99.24 ヒドロキシ酸オキソ酸トランスヒドロゲナーゼ
- EC.1.1.99.25 欠番 → EC 1.1.5.8
- EC.1.1.99.26 3-ヒドロキシシクロヘキサノンデヒドロゲナーゼ
- EC.1.1.99.27 (R)-パントラクトンデヒドロゲナーゼ (フラビン)
- EC.1.1.99.28 グルコースフルクトースオキシドレダクターゼ
- EC 1.1.99.29 ピラノースデヒドロゲナーゼ (受容体)
- EC 1.1.99.30 2-オキソ酸レダクターゼ
- EC 1.1.99.31 (S)-マンデル酸デヒドロゲナーゼ
- EC 1.1.99.32 L-ソルボースデヒドロゲナーゼ
- EC 1.1.99.33 ギ酸デヒドロゲナーゼ(受容体)
- EC 1.1.99.34 欠番 → EC 1.1.98.2
- EC 1.1.99.35 可溶性キノンタンパク質グルコースデヒドロゲナーゼ
- EC 1.1.99.36 NDMA-依存性アルコールデヒドロゲナーゼ
- EC 1.1.99.37 NDMA-依存性メタノールデヒドロゲナーゼ
- EC 1.1.99.38 2-デオキシ-scyllo-イノサミンデヒドロゲナーゼ (AdoMet依存性)
- EC 1.1.99.39 D-2-ヒドロキシグルタル酸デヒドロゲナーゼ

### EC.1.2.-（アルデヒドまたはケトンを電子供与体とする）

#### EC.1.2.1.-（NADまたはNADPが電子受容体）
- EC.1.2.1.1 欠番　→ EC.1.1.1.284, EC 4.4.1.22
- EC.1.2.1.2 ギ酸デヒドロゲナーゼ
- EC.1.2.1.3 アルデヒドデヒドロゲナーゼ (NAD+)
- EC.1.2.1.4 アルデヒドデヒドロゲナーゼ (NADP+)
- EC.1.2.1.5 アルデヒドデヒドロゲナーゼ (NAD(P)+)
- EC.1.2.1.6 欠番　削除
- EC.1.2.1.7 ベンズアルデヒドデヒドロゲナーゼ (NADP+)
- EC.1.2.1.8 ベタインアルデヒドデヒドロゲナーゼ
- EC.1.2.1.9 グリセルアルデヒド-3-リン酸デヒドロゲナーゼ (NADP+)
- EC.1.2.1.10 アセトアルデヒドデヒドロゲナーゼ (アセチル化)
- EC.1.2.1.11 アスパラギン酸セミアルデヒドデヒドロゲナーゼ
- EC.1.2.1.12 グリセルアルデヒド-3-リン酸デヒドロゲナーゼ (リン酸化)
- EC.1.2.1.13 グリセルアルデヒド-3-リン酸デヒドロゲナーゼ (NADP+) (リン酸化)
- EC.1.2.1.14 欠番　→ EC.1.1.1.205
- EC.1.2.1.15 マロン酸セミアルデヒドデヒドロゲナーゼ
- EC.1.2.1.16 コハク酸セミアルデヒドデヒドロゲナーゼ (NAD(P)+)
- EC.1.2.1.17 グリオキシル酸デヒドロゲナーゼ (アシル化)
- EC.1.2.1.18 マロン酸セミアルデヒドデヒドロゲナーゼ (アセチル化)
- EC.1.2.1.19 アミノブチルアルデヒドデヒドロゲナーゼ
- EC.1.2.1.20 グルタル酸セミアルデヒドデヒドロゲナーゼ
- EC.1.2.1.21 グリコールアルデヒドデヒドロゲナーゼ
- EC.1.2.1.22 ラクトアルデヒドデヒドロゲナーゼ
- EC.1.2.1.23 2-オキソアルデヒドデヒドロゲナーゼ (NAD+)
- EC.1.2.1.24 コハク酸セミアルデヒドデヒドロゲナーゼ
- EC.1.2.1.25 2-オキソイソ吉草酸デヒドロゲナーゼ (アシル化)
- EC.1.2.1.26 2,5-ジオキソ吉草酸デヒドロゲナーゼ
- EC.1.2.1.27 メチルマロン酸セミアルデヒドデヒドロゲナーゼ (アシル化)
- EC.1.2.1.28 ベンズアルデヒドデヒドロゲナーゼ (NAD+)
- EC.1.2.1.29 アリールアルデヒドデヒドロゲナーゼ
- EC.1.2.1.30 アリールアルデヒドデヒドロゲナーゼ (NADP+)
- EC.1.2.1.31 L-アミノアジピン酸セミアルデヒドデヒドロゲナーゼ
- EC.1.2.1.32 アミノムコン酸セミアルデヒドデヒドロゲナーゼ
- EC.1.2.1.33 (R)-デヒドロパントイン酸デヒドロゲナーゼ
- EC.1.2.1.34 欠番　→ EC.1.1.1.131
- EC.1.2.1.35 欠番　→ EC.1.1.1.203
- EC.1.2.1.36 レチナールデヒドロゲナーゼ
- EC.1.2.1.37 欠番　→ EC.1.1.1.204
- EC.1.2.1.38 N-アセチル-γ-グルタミルリン酸レダクターゼ
- EC.1.2.1.39 フェニルアセトアルデヒドデヒドロゲナーゼ
- EC.1.2.1.40 欠番　→ EC 1.14.13.15
- EC.1.2.1.41 グルタミン酸セミアルデヒドデヒドロゲナーゼ
- EC.1.2.1.42 ヘキサデカナールデヒドロゲナーゼ (アシル化)
- EC.1.2.1.43 ギ酸デヒドロゲナーゼ (NADP+)
- EC.1.2.1.44 シンナモイルCoAレダクターゼ
- EC.1.2.1.45 欠番　→ EC 1.1.1.312
- EC.1.2.1.46 ホルムアルデヒドデヒドロゲナーゼ
- EC.1.2.1.47 4-トリメチルアンモニオブチルアルデヒドデヒドロゲナーゼ
- EC.1.2.1.48 長鎖アルデヒドデヒドロゲナーゼ
- EC.1.2.1.49 2-オキソアルデヒドデヒドロゲナーゼ (NADP+)
- EC.1.2.1.50 長鎖脂肪酸アシルCoAレダクターゼ
- EC.1.2.1.51 ピルビン酸デヒドロゲナーゼ (NADP+)
- EC.1.2.1.52 オキソグルタル酸デヒドロゲナーゼ (NADP+)
- EC.1.2.1.53 4-ヒドロキシフェニルアセトアルデヒドデヒドロゲナーゼ
- EC.1.2.1.54 γ-グアニジノブチルアルデヒドデヒドロゲナーゼ
- EC.1.2.1.55 欠番 → EC.1.1.1.279
- EC.1.2.1.56 欠番 → EC.1.1.1.280
- EC.1.2.1.57 ブタナールデヒドロゲナーゼ
- EC.1.2.1.58 フェニルグリオキシル酸デヒドロゲナーゼ (アシル化)
- EC.1.2.1.59 グリセルアルデヒド-3-リン酸デヒドロゲナーゼ (NAD(P)+) (リン酸化)
- EC.1.2.1.60 5-カルボキシメチル-2-ヒドロキシムコン酸セミアルデヒドデヒドロゲナーゼ
- EC.1.2.1.61 4-ヒドロキシムコン酸セミアルデヒドデヒドロゲナーゼ
- EC.1.2.1.62 4-ホルミルベンゼンスルホン酸デヒドロゲナーゼ
- EC.1.2.1.63 6-オキソヘキサン酸デヒドロゲナーゼ
- EC.1.2.1.64 4-ヒドロキシベンズアルデヒドデヒドロゲナーゼ
- EC.1.2.1.65 サリチルアルデヒドデヒドロゲナーゼ
- EC.1.2.1.66 欠番　→ EC 1.1.1.306
- EC.1.2.1.67 バニリンデヒドロゲナーゼ
- EC.1.2.1.68 コニフェリルアルデヒドデヒドロゲナーゼ
- EC.1.2.1.69 フルオロアセトアルデヒドデヒドロゲナーゼ
- EC 1.2.1.70 グルタミル-tRNAレダクターゼ
- EC 1.2.1.71 スクシニルグルタミン酸セミアルデヒドデヒドロゲナーゼ
- EC 1.2.1.72 エリトロース-4-リン酸デヒドロゲナーゼ
- EC 1.2.1.73 スルホアセトアルデヒドデヒドロゲナーゼ
- EC 1.2.1.74 アビエタジエナールデヒドロゲナーゼ
- EC 1.2.1.75 マロニルCoAレダクターゼ (マロン酸セミアルデヒド形成)
- EC 1.2.1.76 コハク酸セミアルデヒドデヒドロゲナーゼ (アセチル化)
- EC 1.2.1.77 3,4-デヒドロアジピルCoAセミアルデヒドデヒドデヒドロゲナーゼ (NADP+)
- EC 1.2.1.78 2-ホルミル安息香酸デヒドロゲナーゼ
- EC 1.2.1.79 コハク酸セミアルデヒドデヒドロゲナーゼ (NADP+)
- EC 1.2.1.80 長鎖アシル(アシル輸送タンパク質)レダクターゼ
- EC 1.2.1.81 スルホアセトアルデヒドデヒドロゲナーゼ(アシル化)
- EC 1.2.1.82 β-apo-4'-カロテナールオキシゲナーゼ
- EC 1.2.1.83 3-スクシノイルセミアルデヒド-ピリジンデヒドロゲナーゼ
- EC 1.2.1.84 アルコール形成脂肪アシルCoAレダクターゼ
- EC 1.2.1.85 2-ヒドロキシムコン酸-6-セミアルデヒドデヒドロゲナーゼ
- EC 1.2.1.86 ゲラニアールデヒドロゲナーゼ
- EC 1.2.1.87 プロパナールデヒドロゲナーゼ(CoAプロパノイル化)
- EC 1.2.1.88 L-グルタミン酸γ-セミアルデヒドデヒドロゲナーゼ
- EC 1.2.1.89 D-グリセルアルデヒドデヒドロゲナーゼ(NADP+)

#### EC.1.2.2.-（シトクロムが電子受容体）
- EC.1.2.2.1 ギ酸デヒドロゲナーゼ (シトクロム)
- EC.1.2.2.2 → EC 1.2.5.1
- EC.1.2.2.3 ギ酸デヒドロゲナーゼ (シトクロムc-553)
- EC.1.2.2.4 一酸化炭素デヒドロゲナーゼ (シトクロムb-561)

#### EC.1.2.3.-（酸素が電子受容体）
- EC.1.2.3.1 アルデヒドオキシダーゼ
- EC.1.2.3.2 欠番　→ EC.1.1.3.22
- EC.1.2.3.3 ピルビン酸オキシダーゼ
- EC.1.2.3.4 シュウ酸オキシダーゼ
- EC.1.2.3.5 グリオキシル酸オキシダーゼ
- EC.1.2.3.6 ピルビン酸オキシダーゼ (CoA-アセチル化)
- EC.1.2.3.7 インドール-3-アセトアルデヒドオキシダーゼ
- EC.1.2.3.8 ピリドキサールオキシダーゼ
- EC.1.2.3.9 アリールアルデヒドオキシダーゼ
- EC.1.2.3.10 欠番　削除
- EC.1.2.3.11 レチナールオキシダーゼ
- EC.1.2.3.12 欠番　→ EC.1.14.13.82
- EC.1.2.3.13 4-ヒドロキシフェニルピルビン酸オキシダーゼ
- EC 1.2.3.14 アブシシンアルデヒドオキシダーゼ

#### EC.1.2.4.-（ジスルフィドが電子受容体）
- EC.1.2.4.1 ピルビン酸デヒドロゲナーゼ (アセチル基転移)
- EC.1.2.4.2 オキソグルタル酸デヒドロゲナーゼ (スクシニル基転移)
- EC.1.2.4.3 欠番　→ EC.1.2.4.4
- EC.1.2.4.4 3-メチル-2-オキソブタン酸デヒドロゲナーゼ (2-メチルプロパノイル基転移)

#### EC.1.2.5.-（キノンまたは類似化合物が受容体）
- EC.1.2.5.1 ピルビン酸デヒドロゲナーゼ (キノン)
- EC 1.2.5.2 アルデヒドデヒドロゲナーゼ (ピロロキノリンキノン)

#### EC.1.2.7.-（鉄硫黄タンパク質が電子受容体）
- EC.1.2.7.1 ピルビン酸シンターゼ
- EC.1.2.7.2 2-オキソ酪酸シンターゼ
- EC.1.2.7.3 2-オキソグルタル酸シンターゼ
- EC 1.2.7.4 一酸化炭素デヒドロゲナーゼ (フェレドキシン)
- EC 1.2.7.5 アルデヒドフェレドキシンオキシドレダクターゼ
- EC 1.2.7.6 グリセルアルデヒド-3-リン酸デヒドロゲナーゼ (フェレドキシン)
- EC 1.2.7.7 3-メチル-2-オキソブタン酸デヒドロゲナーゼ (フェレドキシン)
- EC 1.2.7.8 インドールピルビン酸フェレドキシンオキシドレダクターゼ
- EC 1.2.7.9 欠番→  EC 1.2.7.3

#### EC.1.2.98.-（その他の生理的電子受容体を用いる）
- EC 1.2.98.1 ホルムアルデヒドジスムターゼ

#### EC.1.2.99.-（生理的電子受容体が不明）
- EC 1.2.99.1 欠番　→ EC 1.17.99.4
- EC 1.2.99.2 欠番　→ EC 1.2.7.4
- EC 1.2.99.3 欠番　→ EC 1.2.5.2
- EC 1.2.99.4 欠番　→ EC 1.2.98.1
- EC 1.2.99.5 ホルミルメタノフランデヒドロゲナーゼ
- EC 1.2.99.6 カルボン酸レダクターゼ
- EC 1.2.99.7 アルデヒドデヒドロゲナーゼ (FAD非依存)

### EC.1.3.-（CH-CH結合を電子供与体とする）

#### EC.1.3.1.-（NADまたはNADPが電子受容体）
- EC.1.3.1.1 ジヒドロウラシルデヒドロゲナーゼ (NAD+)
- EC.1.3.1.2 ジヒドロピリミジンデヒドロゲナーゼ (NADP+)
- EC.1.3.1.3 Δ4-3-オキソステロイド-5β-レダクターゼ
- EC.1.3.1.4 コルチゾン α-レダクターゼ
- EC.1.3.1.5 ククルビタシン-Δ23-レダクターゼ
- EC.1.3.1.6 フマル酸レダクターゼ (NADH)
- EC.1.3.1.7 meso-酒石酸デヒドロゲナーゼ
- EC.1.3.1.8 アシルCoAデヒドロゲナーゼ (NADP+)
- EC.1.3.1.9 エノイル(アシル輸送タンパク質)レダクターゼ (NADH)
- EC.1.3.1.10 エノイル(アシル輸送タンパク質)レダクターゼ (NADPH, B-特異的)
- EC.1.3.1.11 2-クマル酸レダクターゼ
- EC.1.3.1.12 プレフェン酸デヒドロゲナーゼ
- EC.1.3.1.13 プレフェン酸デヒドロゲナーゼ (NADP+)
- EC.1.3.1.14 ジヒドロオロト酸デヒドロゲナーゼ (NAD+)
- EC.1.3.1.15 ジヒドロオロト酸デヒドロゲナーゼ (NADP+)
- EC.1.3.1.16 β-ニトロアクリル酸レダクターゼ
- EC.1.3.1.17 3-メチレンオキシインドールレダクターゼ
- EC.1.3.1.18 キヌレン酸-7,8-ジヒドロジオールデヒドロゲナーゼ
- EC.1.3.1.19 cis-1,2-ジヒドロベンゼン-1,2-ジオールデヒドロゲナーゼ
- EC.1.3.1.20 trans-1,2-ジヒドロベンゼン-1,2-ジオールデヒドロゲナーゼ
- EC.1.3.1.21 7-デヒドロコレステロールレダクターゼ
- EC.1.3.1.22 コレステノン-5α-レダクターゼ
- EC 1.3.1.23 欠番　→ EC 1.3.1.3
- EC.1.3.1.24 ビリベルジンレダクターゼ
- EC.1.3.1.25 1,6-ジヒドロキシシクロヘキサ-2,4-ジエン-1-カルボン酸デヒドロゲナーゼ
- EC.1.3.1.26 ジヒドロジピコリン酸レダクターゼ
- EC.1.3.1.27 2-ヘキサデセナールレダクターゼ
- EC.1.3.1.28 2,3-ジヒドロ-2,3-ジヒドロキシ安息香酸デヒドロゲナーゼ
- EC.1.3.1.29 cis-1,2-ジヒドロ-1,2-ジヒドロキシナフタレンデヒドロゲナーゼ
- EC.1.3.1.30 プロゲステロン-5α-レダクターゼ
- EC.1.3.1.31 2-エン酸レダクターゼ
- EC.1.3.1.32 マレイル酢酸レダクターゼ
- EC.1.3.1.33 プロトクロロフィリドレダクターゼ
- EC.1.3.1.34 2,4-ジエノイルCoAレダクターゼ (NADPH)
- EC 1.3.1.35 ホスファチジルコリンデサチュラーゼ
- EC 1.3.1.36 ガイソシジンデヒドロゲナーゼ
- EC 1.3.1.37 cis-2-エノイルCoAレダクターゼ (NADPH)
- EC 1.3.1.38 trans-2-エノイルCoAレダクターゼ (NADPH)
- EC 1.3.1.39 エノイル(アシル輸送タンパク質)レダクターゼ (NADPH, A-特異的)
- EC 1.3.1.40 2-ヒドロキシ-6-オキソ-6-フェニルヘキサ-2,4-ジエン酸レダクターゼ
- EC 1.3.1.41 キサントンマチンレダクターゼ
- EC 1.3.1.42 12-オキソフィトジエン酸レダクターゼ
- EC 1.3.1.43 アロゲン酸デヒドロゲナーゼ
- EC 1.3.1.44 trans-2-エノイルCoAレダクターゼ (NAD+)
- EC 1.3.1.45 2'-ヒドロキシイソフラボンレダクターゼ
- EC 1.3.1.46 ビオカニンAレダクターゼ
- EC 1.3.1.47 α-サントニン-1,2-レダクターゼ
- EC 1.3.1.48 15-オキソプロスタグランジン-13-オキシダーゼ
- EC 1.3.1.49 cis-3,4-ジヒドロフェナントレン-3,4-ジオールデヒドロゲナーゼ
- EC 1.3.1.50 欠番　→ EC 1.1.1.252
- EC 1.3.1.51 2'-ヒドロキシダイゼインレダクターゼ
- EC 1.3.1.52 欠番　→ EC 1.3.8.5
- EC 1.3.1.53 (3S,4R)-3,4-ジヒドロキシシクロヘキサ-1,5-ジエン-1,4-ジカルボン酸デヒドロゲナーゼ
- EC 1.3.1.54 プレコリン6Aレダクターゼ
- EC 1.3.1.55 欠番　→ EC 1.3.1.25
- EC 1.3.1.56 cis-2,3-ジヒドロビフェニル-2,3-ジオールデヒドロゲナーゼ
- EC 1.3.1.57 フロログルシノールレダクターゼ
- EC 1.3.1.58 2,3-ジヒドロキシ-2,3-ジヒドロ-p-クミン酸デヒドロゲナーゼ
- EC 1.3.1.59 欠番　削除
- EC 1.3.1.60 ジベンゾチオフェンジヒドロジオールデヒドロゲナーゼ
- EC 1.3.1.61 欠番　→ EC 1.3.1.53
- EC 1.3.1.62 ピメロイルCoAデヒドロゲナーゼ
- EC 1.3.1.63 欠番　→ EC 1.21.1.2
- EC 1.3.1.64 フタル酸-4,5-cis-ジヒドロジオールデヒドロゲナーゼ
- EC 1.3.1.65 5,6-ジヒドロキシ-3-メチル-2-オキソ-1,2,5,6-テトラヒドロキノリンデヒドロゲナーゼ
- EC 1.3.1.66 cis-ジヒドロエチルカテコールデヒドロゲナーゼ
- EC 1.3.1.67 cis-1,2-ジヒドロキシ-4-メチルシクロヘキサ-3,5-ジエン-1-カルボン酸デヒドロゲナーゼ
- EC 1.3.1.68 1,2-ジヒドロキシ-6-メチルシクロヘキサ-3,5-ジエンカルボン酸デヒドロゲナーゼ
- EC 1.3.1.69 ゼアチンレダクターゼ
- EC 1.3.1.70 Δ14-ステロールレダクターゼ
- EC 1.3.1.71 Δ24(241)-ステロールレダクターゼ
- EC 1.3.1.72 Δ24-ステロールレダクターゼ
- EC 1.3.1.73 1,2-ジヒドロボミレニンレダクターゼ
- EC 1.3.1.74 2-アルケナールレダクターゼ
- EC 1.3.1.75 ジビニルクロロフィリドa 8-ビニルレダクターゼ
- EC 1.3.1.76 プレコリン-2-デヒドロゲナーゼ
- EC 1.3.1.77 アントシアニジンレダクターゼ
- EC 1.3.1.78 アロゲン酸デヒドロゲナーゼ (NADP+)
- EC 1.3.1.79 アロゲン酸デヒドロゲナーゼ (NAD(P)+)
- EC 1.3.1.80 赤色クロロフィルカタボライトレダクターゼ
- EC 1.3.1.81 (+)-プレゴンレダクターゼ
- EC 1.3.1.82 (-)-イソピペリテノンレダクターゼ
- EC 1.3.1.83 ゲラニルゲラニル二リン酸レダクターゼ
- EC 1.3.1.84 アクリロイルCoAレダクターゼ (NADPH)
- EC 1.3.1.85 クロトニルCoAカルボキシラーゼ/レダクターゼ
- EC 1.3.1.86 クロトニルCoAレダクターゼ

#### EC.1.3.2.-（シトクロムが電子受容体）
- EC 1.3.2.1 欠番　→ EC 1.3.99.2
- EC 1.3.2.2 欠番　→ EC 1.3.99.3
- EC 1.3.2.3 L-ガラクトノラクトンデヒドロゲナーゼ

#### EC.1.3.3.-（酸素が電子受容体）
- EC 1.3.3.1 欠番　→ EC 1.3.98.1
- EC 1.3.3.2 欠番　→ EC 1.14.21.6
- EC 1.3.3.3 コプロポルフィリノーゲンオキシダーゼ
- EC 1.3.3.4 プロトポルフィリノーゲンオキシダーゼ
- EC 1.3.3.5 ビリルビンオキシダーゼ
- EC 1.3.3.6 アシルCoAオキシダーゼ
- EC 1.3.3.7 ジヒドロウラシルオキシダーゼ
- EC 1.3.3.8 テトラヒドロベルベリンオキシダーゼ
- EC 1.3.3.9 セコロガニンシンターゼ
- EC 1.3.3.10 トリプトファンα,β-オキシダーゼ
- EC 1.3.3.11 ピロロキノリンキノンシンターゼ
- EC 1.3.3.12 L-ガラクトノラクトンオキシダーゼ

#### EC.1.3.4.-（ジスルフィドが電子受容体）
- EC 1.3.4.1 フマル酸レダクターゼ (補酵素M/補酵素B)

#### EC.1.3.5.-（キノンあるいはその類縁化合物が電子受容体）
- EC 1.3.5.1 コハク酸デヒドロゲナーゼ (キノン)
- EC 1.3.5.2 ジヒドロオロト酸デヒドロゲナーゼ (キノン)
- EC 1.3.5.3 プロトポルフィリノーゲンIX デヒドロゲナーゼ (メナキノン)
- EC 1.3.5.4 フマル酸レダクターゼ (キノール)

#### EC.1.3.7.-（鉄硫黄タンパク質が電子受容体）
- EC 1.3.7.1 6-ヒドロキシニコチン酸レダクターゼ
- EC 1.3.7.2 15,16-ジヒドロビリベルジン:フェレドキシンオキシドレダクターゼ
- EC 1.3.7.3 フィコエリトロビリン:フェレドキシンオキシドレダクターゼ
- EC 1.3.7.4 フィトクロモビリン:フェレドキシンオキシドレダクターゼ
- EC 1.3.7.5 フィコシアノビリン:フェレドキシンオキシドレダクターゼ
- EC 1.3.7.6 フィコエリトロビリンシンターゼ
- EC 1.3.7.7 フェレドキシン:プロトクロロフィリドレダクターゼ(ATP依存性)
- EC 1.3.7.8 ベンゾイルCoAレダクターゼ
- EC 1.3.7.9 4-ヒドロキシベンゾイルCoAレダクターゼ

#### EC.1.3.8.-（フラビンが電子受容体）
- EC 1.3.8.1 短鎖アシルCoAデヒドロゲナーゼ
- EC 1.3.8.2 4,4'-ジアポフィトエンデサチュラーゼ
- EC 1.3.8.3 (R)-ベンジルスクシニルCoAデヒドロゲナーゼ
- EC 1.3.8.4 イソバレリルCoAデヒドロゲナーゼ
- EC 1.3.8.5 2-メチル分岐鎖エノイルCoAレダクターゼ
- EC 1.3.8.6 グルタリルCoAデヒドロゲナーゼ (脱炭酸)
- EC 1.3.8.7 中鎖アシルCoAデヒドロゲナーゼ
- EC 1.3.8.8 長鎖アシルCoAデヒドロゲナーゼ
- EC 1.3.8.9 超長鎖アシルCoAデヒドロゲナーゼ
- EC 1.3.8.10 シクロヘクス-1-エン-1-カルボニルCoAデヒドロゲナーゼ
- EC 1.3.8.11 シクロヘキサン-1-カルボニルCoAデヒドロゲナーゼ
- EC 1.3.8.12 (2S)-メチルスクシニルCoAデヒドロゲナーゼ
- EC 1.3.8.13 クロトノベタイニルCoAレダクターゼ

#### EC.1.3.98.-（その他の生理的電子受容体を用いる）
- EC.1.3.98.1 ジヒドロオロト酸デヒドロゲナーゼ (フマル酸)
- EC 1.3.98.2 欠番 → EC 1.3.4.1
- EC 1.3.98.3 コプロポルフィリノーゲンデヒドロゲナーゼ

#### EC.1.3.99.-（生理的電子受容体が不明）
- EC 1.3.99.1 欠番 → EC 1.3.5.1
- EC 1.3.99.2 欠番 → EC 1.3.8.1
- EC 1.3.99.3 欠番 → EC 1.3.8.7 EC 1.3.8.8 EC 1.3.8.9
- EC 1.3.99.4 3-オキソステロイド-1-デヒドロゲナーゼ
- EC 1.3.99.5 3-オキソ-5α-ステロイド-4-デヒドロゲナーゼ
- EC 1.3.99.6 3-オキソ-5β-ステロイド-4-デヒドロゲナーゼ
- EC 1.3.99.7 欠番 → EC 1.3.8.6
- EC 1.3.99.8 2-フロイルCoAデヒドロゲナーゼ
- EC 1.3.99.9 欠番 → EC 1.21.99.1
- EC 1.3.99.10 欠番 → EC 1.3.8.4
- EC 1.3.99.11 欠番 → EC 1.3.5.2
- EC 1.3.99.12 2-メチルアシルCoAデヒドロゲナーゼ
- EC 1.3.99.13 欠番 → EC 1.3.8.8
- EC 1.3.99.14 シクロヘキサノンデヒドロゲナーゼ
- EC 1.3.99.15 欠番 → EC 1.3.7.8
- EC 1.3.99.16 イソキノリン-1-オキシドレダクターゼ
- EC 1.3.99.17 キノリン-2-オキシドレダクターゼ
- EC 1.3.99.18 キナルジン酸-4-オキシドレダクターゼ
- EC 1.3.99.19 キノリン-4-カルボン酸-2-オキシドレダクターゼ
- EC 1.3.99.20 欠番 → EC 1.3.7.9
- EC 1.3.99.21 欠番 → EC 1.3.8.3
- EC 1.3.99.22 欠番 → EC 1.3.98.3
- EC 1.3.99.23 all-trans-レチノール-13,14-レダクターゼ
- EC 1.3.99.24 2-アミノ-4-デオキシコリスミ酸デヒドロゲナーゼ
- EC 1.3.99.25 カルボンレダクターゼ

### EC.1.4.-（CH-NH2を電子供与体とする）

#### EC.1.4.1.- （NADまたはNADPが電子受容体）
- EC 1.4.1.1 アラニンデヒドロゲナーゼ
- EC.1.4.1.2 グルタミン酸デヒドロゲナーゼ
- EC.1.4.1.3 グルタミン酸デヒドロゲナーゼ (NAD(P)+)
- EC.1.4.1.4 グルタミン酸デヒドロゲナーゼ (NADP+)
- EC 1.4.1.5 L-アミノ酸デヒドロゲナーゼ
- EC 1.4.1.6 欠番 →  EC 1.4.4.1 に統合
- EC 1.4.1.7 セリン-2-デヒドロゲナーゼ
- EC 1.4.1.8 バリンデヒドロゲナーゼ (NADP+)
- EC 1.4.1.9 ロイシンデヒドロゲナーゼ
- EC 1.4.1.10 グリシンデヒドロゲナーゼ
- EC 1.4.1.11 L-エリトロ-3,5-ジアミノヘキサン酸デヒドロゲナーゼ
- EC 1.4.1.12 2,4-ジアミノペンタン酸デヒドロゲナーゼ
- EC.1.4.1.13 グルタミン酸シンターゼ (NADPH)
- EC 1.4.1.14 グルタミン酸シンターゼ (NADH)
- EC 1.4.1.15 リシンデヒドロゲナーゼ
- EC 1.4.1.16 ジアミノピメリン酸デヒドロゲナーゼ
- EC 1.4.1.17 N-メチルアラニンデヒドロゲナーゼ
- EC 1.4.1.18 リシン-6-デヒドロゲナーゼ
- EC 1.4.1.19 トリプトファンデヒドロゲナーゼ
- EC 1.4.1.20 フェニルアラニンデヒドロゲナーゼ
- EC 1.4.1.21 アスパラギン酸デヒドロゲナーゼ
- EC 1.4.1.22 欠番　削除

#### EC.1.4.2.-（シトクロムが電子受容体）
- EC 1.4.2.1 グリシンデヒドロゲナーゼ (シトクロム)

#### EC.1.4.3.-（酸素が電子受容体）
- EC 1.4.3.1 D-アスパラギン酸オキシダーゼ
- EC.1.4.3.2 L-アミノ酸オキシダーゼ
- EC.1.4.3.3 D-アミノ酸オキシダーゼ
- EC 1.4.3.4 モノアミンオキシダーゼ
- EC 1.4.3.5 ピリドキサール-5'-リン酸シンターゼ
- EC 1.4.3.6 欠番　→ EC 1.4.3.21, EC 1.4.3.22
- EC 1.4.3.7 D-グルタミン酸オキシダーゼ
- EC 1.4.3.8 エタノールアミンオキシダーゼ
- EC 1.4.3.9 欠番　→ EC 1.4.3.4に統合
- EC 1.4.3.10 プトレシンオキシダーゼ
- EC 1.4.3.11 L-グルタミン酸オキシダーゼ
- EC 1.4.3.12 シクロヘキシルアミンオキシダーゼ
- EC 1.4.3.13 タンパク質-リシン-6-オキシダーゼ
- EC 1.4.3.14 L-リシンオキシダーゼ
- EC 1.4.3.15 D-グルタミン酸(D-アスパラギン酸)オキシダーゼ
- EC 1.4.3.16 L-アスパラギン酸オキシダーゼ
- EC 1.4.3.17 欠番　→ EC 1.3.3.10
- EC 1.4.3.18 欠番　削除
- EC 1.4.3.19 グリシンオキシダーゼ
- EC 1.4.3.20 L-リシン-6-オキシダーゼ
- EC 1.4.3.21 一級アミンオキシダーゼ
- EC 1.4.3.22 ジアミンオキシダーゼ
- EC 1.4.3.23 7-クロロ-L-トリプトファンオキシダーゼ

#### EC.1.4.4.-（ジスルフィドが電子受容体）
- EC 1.4.4.1 欠番　→ EC 1.21.4.1
- EC.1.4.4.2 グリシンデヒドロゲナーゼ (脱炭酸)

#### EC.1.4.7.-（鉄硫黄タンパク質が電子受容体）
- EC 1.4.7.1 グルタミン酸シンターゼ (フェレドキシン)

#### EC.1.4.9.-（銅タンパク質が電子受容体）
- EC 1.4.9.1 メチルアミンデヒドロゲナーゼ
- EC 1.4.9.2 アラルキルアミンデヒドロゲナーゼ

#### EC.1.4.98.-（その他の生理的電子受容体を用いる）
- EC 1.4.98.1 欠番　→ EC 1.4.9.1

#### EC.1.4.99.-（生理的電子受容体が不明）
- EC 1.4.99.1 欠番　→ EC 1.4.99.6
- EC 1.4.99.2 タウリンデヒドロゲナーゼ
- EC 1.4.99.3 欠番　→ EC 1.4.98.1
- EC 1.4.99.4 欠番　→ EC 1.4.9.2
- EC 1.4.99.5 グリシンデヒドロゲナーゼ (シアニド形成)
- EC 1.4.99.6 D-アルギニンデヒドロゲナーゼ

### EC.1.5.-（CH-NH結合を電子供与体とする）

#### EC.1.5.1.-（NADまたはNADPが電子受容体）
- EC 1.5.1.1 ピロリン-2-カルボン酸レダクターゼ
- EC 1.5.1.2 ピロリン-5-カルボン酸レダクターゼ
- EC 1.5.1.3 ジヒドロ葉酸レダクターゼ
- EC 1.5.1.4 欠番　→ EC 1.5.1.3に統合
- EC 1.5.1.5 メチレンテトラヒドロ葉酸デヒドロゲナーゼ (NADP+)
- EC 1.5.1.6 ホルミルテトラヒドロ葉酸デヒドロゲナーゼ
- EC 1.5.1.7 サッカロピンデヒドロゲナーゼ (NAD+, L-リシン形成)
- EC 1.5.1.8 サッカロピンデヒドロゲナーゼ (NADP+, L-リシン形成)
- EC 1.5.1.9 サッカロピンデヒドロゲナーゼ (NAD+, L-グルタミン酸形成)
- EC 1.5.1.10 サッカロピンデヒドロゲナーゼ (NADP+, L-グルタミン酸形成)
- EC 1.5.1.11 D-オクトピンデヒドロゲナーゼ
- EC 1.5.1.12 1-ピロリン-5-カルボン酸デヒドロゲナーゼ
- EC 1.5.1.13  欠番　→ EC 1.17.1.5
- EC 1.5.1.14  欠番　→ EC 1.5.1.21に統合
- EC 1.5.1.15 メチレンテトラヒドロ葉酸デヒドロゲナーゼ (NAD+)
- EC 1.5.1.16 D-リソピンデヒドロゲナーゼ
- EC 1.5.1.17 アラノピンデヒドロゲナーゼ
- EC 1.5.1.18 エフェドリンデヒドロゲナーゼ
- EC 1.5.1.19 D-ノパリンデヒドロゲナーゼ
- EC 1.5.1.20 メチレンテトラヒドロ葉酸レダクターゼ (NAD(P)H)
- EC 1.5.1.21 Δ1-ピペリデイン-2-カルボン酸レダクターゼ
- EC 1.5.1.22 ストロンビンデヒドロゲナーゼ
- EC 1.5.1.23 タウロピンデヒドロゲナーゼ
- EC 1.5.1.24 N5-(カルボキシエチル)オルニチンシンターゼ
- EC 1.5.1.25 チオモルホリンカルボン酸デヒドロゲナーゼ
- EC 1.5.1.26 β-アラノピンデヒドロゲナーゼ
- EC 1.5.1.27 1,2-デヒドロレチクリニウムレダクターゼ (NADPH)
- EC 1.5.1.28 オピンデヒドロゲナーゼ
- EC 1.5.1.29 FMNレダクターゼ
- EC 1.5.1.30 フラビンレダクターゼ
- EC 1.5.1.31 ベルベリンレダクターゼ
- EC 1.5.1.32 ボミレニンレダクターゼ
- EC 1.5.1.33 プテリジンレダクターゼ
- EC 1.5.1.34 6,7-ジヒドロプテリジンレダクターゼ
- EC 1.5.1.35  欠番　→ EC 1.2.1.19

#### EC.1.5.3.-（酸素が電子受容体）
- EC 1.5.3.1 サルコシンオキシダーゼ
- EC 1.5.3.2 N-メチル-L-アミノ酸オキシダーゼ
- EC 1.5.3.3 欠番　削除
- EC 1.5.3.4 N6-メチルリシンオキシダーゼ
- EC 1.5.3.5 (S)-6-ヒドロキシニコチンオキシダーゼ
- EC 1.5.3.6 (R)-6-ヒドロキシニコチンオキシダーゼ
- EC 1.5.3.7 L-ピペコリン酸オキシダーゼ
- EC 1.5.3.8 欠番　→ EC 1.3.3.8へ統合
- EC 1.5.3.9 欠番　→ EC 1.21.3.3
- EC 1.5.3.10 ジメチルグリシンオキシダーゼ
- EC 1.5.3.11 欠番　→ EC 1.5.3.13, EC 1.5.3.14, EC 1.5.3.15, EC 1.5.3.16, EC 1.5.3.17
- EC 1.5.3.12 ジヒドロベンゾフェナントリジンオキシダーゼ
- EC 1.5.3.13 N1-アセチルポリアミンオキシダーゼ
- EC 1.5.3.14 ポリアミンオキシダーゼ (プロパン-1,3-ジアミン形成)
- EC 1.5.3.15 N8-アセチルスペルミジンオキシダーゼ (プロパン-1,3-ジアミン形成)
- EC 1.5.3.16 スペルミンオキシダーゼ
- EC 1.5.3.17 非特異的ポリアミンオキシダーゼ
- EC 1.5.3.18 L-サッカロピンオキシダーゼ

#### EC.1.5.4.-（ジスルフィドが電子受容体）
- EC 1.5.4.1 ピリミドジアゼピンシンターゼ

#### EC.1.5.5.-（キノンあるいはその類縁化合物が電子受容体）
- EC 1.5.5.1 電子伝達フラビンタンパク質デヒドロゲナーゼ

#### EC.1.5.7.-（鉄硫黄タンパク質が電子受容体る）
- EC 1.5.7.1 メチレンテトラヒドロ葉酸レダクターゼ (フェレドキシン)

#### EC.1.5.8.-（フラビンが電子受容体）
- EC 1.5.8.1 ジメチルアミンデヒドロゲナーゼ
- EC 1.5.8.2 トリメチルアミンデヒドロゲナーゼ
- EC 1.5.8.3 サルコシンデヒドロゲナーゼ
- EC 1.5.8.4 ジメチルグリシンデヒドロゲナーゼ

#### EC.1.5.98.-（その他の生理的電子受容体を使用）
- EC 1.5.98.1 メチレンテトラヒドロメタノプテリンデヒドロゲナーゼ
- EC 1.5.98.2 5,10-メチレンテトラヒドロメタノプテリンレダクターゼ

#### EC.1.5.99.-（生理的電子受容体が不明）
- EC 1.5.99.1 欠番　→ EC 1.5.8.3
- EC 1.5.99.2 欠番　→ EC 1.5.8.4
- EC 1.5.99.3 L-ピペコリン酸デヒドロゲナーゼ
- EC 1.5.99.4 ニコチンデヒドロゲナーゼ
- EC 1.5.99.5 メチルグルタミン酸デヒドロゲナーゼ
- EC 1.5.99.6 スペルミジンデヒドロゲナーゼ
- EC 1.5.99.7 欠番　→ EC 1.5.8.2
- EC 1.5.99.8 欠番　→ EC 1.5.5.2
- EC 1.5.99.9 欠番　→ EC 1.5.98.1
- EC 1.5.99.10 欠番　→ EC 1.5.8.1
- EC 1.5.99.11 欠番　→ EC 1.5.98.2
- EC 1.5.99.12 サイトカイニンデヒドロゲナーゼ
- EC 1.5.99.13 D-プロリンデヒドロゲナーゼ
- EC 1.5.99.14 6-ヒドロキシシュードオキシニコチンデヒドロゲナーゼ
- EC 1.5.99.15 ジヒドロメタノプテリンデヒドロゲナーゼ (受容体)

### EC. 1.6.-(NADHまたはNADPHに作用する)

#### EC. 1.6.1.-（NADまたはNADPが電子受容体）
- EC.1.6.1.1 NAD(P)+トランスヒドロゲナーゼ (Si-特異的)
- EC.1.6.1.2 NAD(P)+トランスヒドロゲナーゼ (Re/Si-特異的)

#### EC.1.6.2.-（ヘムタンパク質が電子受容体）
- EC.1.6.2.1 欠番 →  EC.1.6.99.3
- EC.1.6.2.2 シトクロムb5レダクターゼ
- EC.1.6.2.3 欠番 削除
- EC.1.6.2.4 NADPH-ヘムタンパク質レダクターゼ
- EC.1.6.2.5 NADPH-シトクロムc2レダクターゼ
- EC.1.6.2.6 レグヘモグロビンレダクターゼ

#### EC.1.6.3.-（酸素が電子受容体）
- EC.1.6.3.1 NAD(P)Hオキシダーゼ
- EC.1.6.3.2 NAD(P)Hオキシダーゼ (水生成型)
- EC.1.6.3.3 NADHオキシダーゼ (過酸化水素生成型)
- EC.1.6.3.4 NADHオキシダーゼ (水生成型)
- EC.1.6.3.5 レナラーゼ

#### EC.1.6.4.-（ジスルフィドが電子受容体）
- EC.1.6.4.1 欠番 →  EC.1.8.1.6
- EC.1.6.4.2 欠番 →  EC.1.8.1.4
- EC.1.6.4.3 欠番 →  EC.1.8.1.7
- EC.1.6.4.4 欠番 →  EC.1.8.1.8
- EC.1.6.4.5 欠番 →  EC.1.8.1.9
- EC.1.6.4.6 欠番 →  EC.1.8.1.10
- EC.1.6.4.7 欠番 →  EC.1.8.1.11
- EC.1.6.4.8 欠番 →  EC.1.8.1.12
- EC.1.6.4.9 欠番 →  EC.1.8.1.13
- EC.1.6.4.10 欠番 →  EC.1.8.1.14

#### EC.1.6.5.-（キノンおよび類縁体が電子受容体）
- EC.1.6.5.1 欠番 削除
- EC.1.6.5.2 NAD(P)Hデヒドロゲナーゼ (キノン)
- EC.1.6.5.3 NADH:ユビキノン還元酵素 (水素イオン輸送型)
- EC.1.6.5.4 モノデヒドロアスコルビン酸レダクターゼ (NADH)
- EC.1.6.5.5 NADPH:キノンレダクターゼ
- EC.1.6.5.6 p-ベンゾキノンレダクターゼ (NADPH)
- EC.1.6.5.7 2-ヒドロキシ-1,4-ベンゾキノンレダクターゼ
- EC.1.6.5.8 NADH:ユビキノン還元酵素 (ナトリウムイオン輸送型)
- EC.1.6.5.9 NADH:ユビキノン還元酵素 (電位不形成型)
- EC.1.6.5.10 NADPHデヒドロゲナーゼ (キノン)
- EC.1.6.5.11 NADHデヒドロゲナーゼ (キノン)
- EC.1.6.5.12 デメチルフィロキノンレダクターゼ

#### EC.1.6.6.-（窒素化合物が電子受容体）
- EC.1.6.6.1 欠番 →  EC.1.7.1.1
- EC.1.6.6.2 欠番 →  EC.1.7.1.2
- EC.1.6.6.3 欠番 →  EC.1.7.1.3
- EC.1.6.6.4 欠番 →  EC.1.7.1.4
- EC.1.6.6.5 欠番 →  EC.1.7.99.3
- EC.1.6.6.6 欠番 →  EC.1.7.1.5
- EC.1.6.6.7 欠番 →  EC.1.7.1.6
- EC.1.6.6.8 欠番 →  EC.1.7.1.7
- EC.1.6.6.9 トリメチルアミン-N-オキシドレダクターゼ
- EC.1.6.6.10 欠番 →  EC.1.7.1.9
- EC.1.6.6.11 欠番 →  EC.1.7.1.10
- EC.1.6.6.12 欠番 →  EC.1.7.1.11
- EC.1.6.6.13 欠番 →  EC.1.7.1.12

#### EC.1.6.7.-（鉄硫黄タンパク質が電子受容体）
- EC.1.6.7.1 欠番 →  EC.1.18.1.2
- EC.1.6.7.2 欠番 →  EC.1.18.1.1
- EC.1.6.7.3 欠番 →  EC.1.18.1.3

#### EC.1.6.8.-（フラビンが電子受容体）
- EC.1.6.8.1 欠番 →  EC.1.5.1.29
- EC.1.6.8.2 欠番 →  EC.1.5.1.30

#### EC.1.6.99.-（その他の電子受容体を用いる）
- EC.1.6.99.1 NADPHデヒドロゲナーゼ
- EC.1.6.99.2 欠番 →  EC.1.6.5.2
- EC.1.6.99.3 NADHデヒドロゲナーゼ
- EC.1.6.99.4 欠番 →  EC.1.18.1.2
- EC.1.6.99.5 欠番 →  EC.1.6.5.11
- EC.1.6.99.6 欠番 →  EC.1.6.5.10
- EC.1.6.99.7 欠番 →  EC.1.5.1.34
- EC.1.6.99.8 欠番 →  EC.1.16.1.3
- EC.1.6.99.9 欠番 →  EC.1.16.1.4
- EC.1.6.99.10 欠番 →  EC.1.5.1.34に統合
- EC.1.6.99.11 欠番 →  EC.1.16.1.5
- EC.1.6.99.12 欠番 →  EC.1.16.1.6
- EC.1.6.99.13 欠番 →  EC.1.16.1.7

### EC.1.7.-（その他の含窒素化合物を電子供与体とする）

#### EC.1.7.1.- （NADHまたはNADPHが電子受容体）
- EC.1.7.1.1 硝酸レダクターゼ (NADH)
- EC.1.7.1.2 硝酸レダクターゼ (NAD(P)H)
- EC.1.7.1.3 硝酸レダクターゼ (NADPH)
- EC.1.7.1.4 亜硝酸レダクターゼ (NAD(P)H)
- EC.1.7.1.5 次亜硝酸レダクターゼ
- EC.1.7.1.6 アゾベンゼンレダクターゼ
- EC.1.7.1.7 GMPレダクターゼ
- EC.1.7.1.8 欠番 削除
- EC.1.7.1.9 ニトロキノリン-N-オキシドレダクターゼ
- EC.1.7.1.10 ヒドロキシルアミンレダクターゼ (NADH)
- EC.1.7.1.11 4-(ジメチルアミノ)フェニルアゾキシベンゼンレダクターゼ
- EC.1.7.1.12 N-ヒドロキシ-2-アセトアミドフルオレンレダクターゼ
- EC.1.7.1.13 preQ1シンターゼ

#### EC.1.7.2.-（シトクロムが電子受容体）
- EC.1.7.2.1 亜硝酸レダクターゼ (NO形成)
- EC.1.7.2.2 亜硝酸レダクターゼ (シトクロム; アンモニア形成)
- EC.1.7.2.3 トリメチルアミン-N-オキシドレダクターゼ (シトクロムc)
- EC.1.7.2.4 亜酸化窒素レダクターゼ
- EC.1.7.2.5 一酸化窒素レダクターゼ
- EC.1.7.2.8 ヒドラジンオキシドレダクターゼ

#### EC.1.7.3.-（酸素が電子受容体）
- EC.1.7.3.1 ニトロアルカンオキシダーゼ
- EC.1.7.3.2 アセチルインドキシルオキシダーゼ
- EC.1.7.3.3 尿酸オキシダーゼ
- EC.1.7.3.4 ヒドロキシルアミンオキシダーゼ
- EC.1.7.3.5 3-aci-ニトロプロパン酸オキシダーゼ

#### EC.1.7.7.-（鉄-硫黄タンパク質が電子受容体）
- EC.1.7.7.1 フェレドキシン亜硝酸レダクターゼ
- EC.1.7.7.2 フェレドキシン硝酸レダクターゼ

#### EC.1.7.99.-（生理的電子受容体が不明）
- EC.1.7.99.1 ヒドロキシルアミンレダクターゼ
- EC.1.7.99.2 欠番 削除
- EC.1.7.99.3 欠番 →  EC.1.7.2.1に統合
- EC.1.7.99.4 硝酸レダクターゼ
- EC.1.7.99.5 欠番 →  EC.1.5.1.20に統合
- EC.1.7.99.6 欠番 →  EC.1.7.2.4
- EC.1.7.99.7 欠番 →  EC.1.7.2.5
- EC.1.7.99.8 欠番 →  EC.1.7.2.8

### EC.1.8.-（含硫化合物を電子供与体とする）

#### EC. 1.8.1.-（NADHまたはNADPHが電子受容体）
- EC.1.8.1.1 欠番 削除
- EC.1.8.1.2 亜硫酸レダクターゼ (NADPH)
- EC.1.8.1.3 ヒポタウリンデヒドロゲナーゼ
- EC.1.8.1.4 ジヒドロリポイルデヒドロゲナーゼ
- EC.1.8.1.5 2-オキソプロピルCoMレダクターゼ (カルボキシル化)
- EC.1.8.1.6 シスチンレダクターゼ
- EC.1.8.1.7 グルタチオンジスルフィドレダクターゼ
- EC.1.8.1.8 タンパク質ジスルフィドレダクターゼ
- EC.1.8.1.9 チオレドキシンジスルフィドレダクターゼ
- EC.1.8.1.10 CoAグルタチオンレダクターゼ
- EC.1.8.1.11 アスパラガス酸レダクターゼ
- EC.1.8.1.12 トリパノチオンジスルフィドレダクターゼ
- EC.1.8.1.13 ビス-γ-グルタミルシスチンレダクターゼ
- EC.1.8.1.14 CoAジスルフィドレダクターゼ
- EC.1.8.1.15 マイコチオンレダクターゼ
- EC.1.8.1.16 グルタチオンアミドレダクターゼ

#### EC.1.8.2.-（シトクロムが電子受容体）
- EC.1.8.2.1 亜硫酸デヒドロゲナーゼ
- EC.1.8.2.2 チオ硫酸デヒドロゲナーゼ

#### EC.1.8.3.-（酸素が電子受容体）
- EC.1.8.3.1 亜硫酸オキシダーゼ
- EC.1.8.3.2 チオールオキシダーゼ
- EC.1.8.3.3 グルタチオンオキシダーゼ
- EC.1.8.3.4 メタンチオールオキシダーゼ
- EC.1.8.3.5 プレニルシステインオキシダーゼ

#### EC.1.8.4.-（ジスルフィドが電子受容体）
- EC.1.8.4.1 グルタチオン-ホモシスチントランスヒドロゲナーゼ
- EC.1.8.4.2 タンパク質-ジスルフィドレダクターゼ (グルタチオン)
- EC.1.8.4.3 グルタチオン-CoA-グルタチオントランスヒドロゲナーゼ
- EC.1.8.4.4 グルタチオン-シスチントランスヒドロゲナーゼ
- EC.1.8.4.5 欠番 →  EC.1.8.4.13 and EC.1.8.4.14
- EC.1.8.4.6 欠番 →  EC.1.8.4.11
- EC.1.8.4.7 酵素性チオールトランスヒドロゲナーゼ (グルタチオン-ジスルフィド)
- EC.1.8.4.8 ホスホノアデニリル-硫酸レダクターゼ (チオレドキシン)
- EC.1.8.4.9 アデニリル-硫酸レダクターゼ (グルタチオン)
- EC.1.8.4.10 アデニリル-硫酸レダクターゼ (チオレドキシン)
- EC.1.8.4.11 ペプチド性メチオニン(S)-S-オキシドレダクターゼ
- EC.1.8.4.12 ペプチド性メチオニン(R)-S-オキシドレダクターゼ
- EC.1.8.4.13 L-メチオニン-(S)-S-オキシドレダクターゼ
- EC.1.8.4.14 L-メチオニン-(R)-S-オキシドレダクターゼ

#### EC.1.8.5.-（キノンおよび類縁体が電子受容体）
- EC.1.8.5.1 グルタチオンデヒドロゲナーゼ (アスコルビン酸)
- EC.1.8.5.2 チオ硫酸デヒドロゲナーゼ (キノン)
- EC.1.8.5.3 ジメチルスルホキシドレダクターゼ
- EC.1.8.5.4 硫化物キノンレダクターゼ
- EC.1.8.5.5 チオ硫酸レダクターゼ (キノン)
- EC.1.8.5.6 亜硫酸デヒドロゲナーゼ (キノン)
- EC.1.8.5.7 グルタチオニルヒドロキノンレダクターゼ

#### EC.1.8.6.-（窒素化合物が電子受容体）
- EC.1.8.6.1 欠番 →  EC 2.5.1.18へ統合

#### EC.1.8.7.-（鉄硫黄タンパク質が電子受容体）
- EC.1.8.7.1 亜硫酸レダクターゼ (フェレドキシン)
- EC.1.8.7.2 フェレドキシン:チオレドキシンレダクターゼ

#### EC.1.8.98.-（その他の生理的電子受容体を用いる）
- EC.1.8.98.1 CoB-CoMヘテロジスルフィドレダクターゼ
- EC.1.8.98.2 スルフィレドキシン

#### EC.1.8.99.-（生理的電子受容体が不明）
- EC.1.8.99.1 亜硫酸レダクターゼ
- EC.1.8.99.2 アデニリル硫酸レダクターゼ
- EC.1.8.99.3 亜硫酸水素レダクターゼ
- EC.1.8.99.4 欠番 →  EC.1.8.4.8

### EC.1.9.-（ヘムを電子供与体とする）

#### EC.1.9.3.-（酸素が電子受容体）
- EC.1.9.3.1 シトクロムcオキシダーゼ
- EC.1.9.3.2 欠番 →  EC.1.7.2.1に統合

#### EC.1.9.6.-（窒素化合物が電子受容体）
- EC.1.9.6.1 硝酸レダクターゼ (シトクロム)

#### EC.1.9.98.-（その他の生理的電子受容体を用いる）
- EC.1.9.98.1 鉄-シトクロムcレダクターゼ

#### EC.1.9.99.-（生理的電子受容体が不明）
- EC.1.9.99.1 欠番 →  EC.1.7.98.1

### EC.1.10.-（ジフェノール類縁体を電子供与体とする）

#### EC.1.10.1.-（NAD+またはNADP+が電子受容体）
- EC.1.10.1.1 trans-アセナフテン-1,2-ジオールデヒドロゲナーゼ

#### EC.1.10.2.-（シトクロムが電子受容体）
- EC.1.10.2.1 L-アスコルビン酸-シトクロムb5レダクターゼ
- EC.1.10.2.2 ユビキノール-シトクロムcレダクターゼ

#### EC.1.10.3.-（酸素が電子受容体）
- EC.1.10.3.1 カテコールオキシダーゼ
- EC.1.10.3.2 ラッカーゼ
- EC.1.10.3.3 L-アスコルビン酸オキシダーゼ
- EC.1.10.3.4 o-アミノフェノールオキシダーゼ
- EC.1.10.3.5 3-ヒドロキシアントラニル酸オキシダーゼ
- EC.1.10.3.6 リファマイシンBオキシダーゼ
- EC.1.10.3.7 欠番 →  EC.1.21.3.4
- EC.1.10.3.8 欠番 →  EC.1.21.3.5

#### EC.1.10.5.-（キノンおよび類縁体が電子受容体）
- EC.1.10.5.1 リボシルジヒドロニコチンアミドデヒドロゲナーゼ (キノン)

#### EC.1.10.9.-（銅タンパク質が電子受容体）
- EC.1.10.9.1 プラストキノール-プラストシアニンレダクターゼ

#### EC.1.10.99.-（その他の電子受容体を用いる）
- EC.1.10.99.1 欠番 →  EC.1.10.9.1
- EC.1.10.99.2 欠番 →  EC.1.10.5.1
- EC.1.10.99.3 ビオラキサンチンデエポキシダーゼ

### EC.1.11.-（過酸化物を電子受容体にする）

#### EC.1.11.1.-（ペルオキシダーゼ）
- EC.1.11.1.1 NADHペルオキシダーゼ
- EC.1.11.1.2 NADPHペルオキシダーゼ
- EC.1.11.1.3 脂肪酸ペルオキシダーゼ
- EC.1.11.1.4 欠番 →  EC.1.13.11.11
- EC.1.11.1.5 シトクロムcペルオキシダーゼ
- EC.1.11.1.6 カタラーゼ
- EC.1.11.1.7 ペルオキシダーゼ
- EC.1.11.1.8 ヨウ化物ペルオキシダーゼ
- EC.1.11.1.9 グルタチオンペルオキシダーゼ
- EC.1.11.1.10 クロライドペルオキシダーゼ
- EC.1.11.1.11 L-アスコルビン酸ペルオキシダーゼ
- EC.1.11.1.12 リン脂質-ヒドロペルオキシドグルタチオンペルオキシダーゼ
- EC.1.11.1.13 マンガンペルオキシダーゼ
- EC.1.11.1.14 リグニンペルオキシダーゼ
- EC.1.11.1.15 ペルオキシレドキシン
- EC.1.11.1.16 万能ペルオキシダーゼ
- EC.1.11.1.17 グルタチオンアミド-依存性ペルオキシダーゼ
- EC.1.11.1.18 臭化物ペルオキシダーゼ
- EC.1.11.1.19 染料脱色ペルオキシダーゼ
- EC.1.11.1.20 プロスタミド/プロスタグランジン-Fシンターゼ

#### EC.1.11.2.-（過酸化水素を電子受容体としその酸素原子1つを生成物に取り込む）
- EC.1.11.2.1 非特異的ペルオキシゲナーゼ
- EC.1.11.2.2 ミエロペルオキシダーゼ
- EC.1.11.2.3 植物種子ペルオキシゲナーゼ
- EC.1.11.2.4 脂肪酸ペルオキシゲナーゼ
- EC.1.11.2.5 3-メチル-L-チロシンペルオキシゲナーゼ

### EC.1.12.-（水素を電子供与体にする）

#### EC.1.12.1.-（NADHまたはNADPHが電子受容体）
- EC.1.12.1.1 欠番 →  EC.1.18.99.1
- EC.1.12.1.2 水素デヒドロゲナーゼ
- EC.1.12.1.3 水素デヒドロゲナーゼ (NADP+)

#### EC1.12.2.-（シトクロムが電子受容体）
- EC.1.12.2.1 シトクロムc3ヒドロゲナーゼ

#### EC1.12.5.-（キノンおよび類縁体が電子受容体）
- EC.1.12.5.1 水素:キノンオキシドレダクターゼ

#### EC1.12.7.-（鉄-硫黄タンパク質が電子受容体）
- EC.1.12.7.1 欠番 →  EC.1.18.99.1
- EC.1.12.7.2 フェレドキシンヒドロゲナーゼ

#### EC.1.12.98.-（その他の生理的電子受容体を用いる）
- EC.1.12.98.1 補酵素F420ヒドロゲナーゼ
- EC.1.12.98.2 5,10-メテニルテトラヒドロメタノプテリンヒドロゲナーゼ
- EC.1.12.98.3 メタノサルシナ-フェナジンヒドロゲナーゼ

#### EC.1.12.99.-（生理的電子受容体が不明）
- EC.1.12.99.1 欠番 →  EC.1.12.98.1
- EC.1.12.99.2 欠番 →  削除
- EC.1.12.99.3 欠番 →  EC.1.12.5.1
- EC.1.12.99.4 欠番 →  EC.1.12.98.2
- EC.1.12.99.5 欠番 →  EC.1.13.11.47
- EC.1.12.99.6 ヒドロゲナーゼ (受容体)

### EC.1.13.-（分子状酸素を取り込み一電子供与する;オキシゲナーゼ類）

#### EC.1.13.1.-
- EC.1.13.1.1 欠番 →  EC.1.13.11.1
- EC.1.13.1.2 欠番 →  EC.1.13.11.2
- EC.1.13.1.3 欠番 →  EC.1.13.11.3
- EC.1.13.1.4 欠番 →  EC.1.13.11.4
- EC.1.13.1.5 欠番 →  EC.1.13.11.5
- EC.1.13.1.6 欠番 →  EC.1.13.11.6
- EC.1.13.1.7 欠番 →  EC.1.13.11.7
- EC.1.13.1.8 欠番 →  EC.1.13.11.8
- EC.1.13.1.9 欠番 →  EC.1.13.11.9
- EC.1.13.1.10 欠番 →  EC.1.13.11.10
- EC.1.13.1.11 欠番 →  EC.1.13.99.1
- EC.1.13.1.12 欠番 →  EC.1.13.11.11
- EC.1.13.1.13 欠番 →  EC.1.13.11.12

#### EC.1.13.11.-（2原子の酸素を取り込む）
- EC.1.13.11.1 カテコール-1,2-ジオキシゲナーゼ
- EC.1.13.11.2 カテコール-2,3-ジオキシゲナーゼ
- EC.1.13.11.3 プロトカテク酸-3,4-ジオキシゲナーゼ
- EC.1.13.11.4 ゲンチジン酸-1,2-ジオキシゲナーゼ
- EC.1.13.11.5 ホモゲンチジン酸-1,2-ジオキシゲナーゼ
- EC.1.13.11.6 3-ヒドロキシアントラニル酸-3,4-ジオキシゲナーゼ
- EC.1.13.11.7 欠番 削除
- EC.1.13.11.8 プロトカテク酸-4,5-ジオキシゲナーゼ
- EC.1.13.11.9 2,5-ジヒドロキシピリジン-5,6-ジオキシゲナーゼ
- EC.1.13.11.10 7,8-ジヒドロキシキヌレン酸-8,8a-ジオキシゲナーゼ
- EC.1.13.11.11 トリプトファン-2,3-ジオキシゲナーゼ
- EC.1.13.11.12 リポキシゲナーゼ
- EC.1.13.11.13 アスコルビン酸-2,3-ジオキシゲナーゼ
- EC.1.13.11.14 2,3-ジヒドロキシ安息香酸-3,4-ジオキシゲナーゼ
- EC.1.13.11.15 3,4-ジヒドロキシフェニル酢酸-2,3-ジオキシゲナーゼ
- EC.1.13.11.16 3-カルボキシエチルカテコール-2,3-ジオキシゲナーゼ
- EC.1.13.11.17 インドール-2,3-ジオキシゲナーゼ
- EC.1.13.11.18 硫黄ジオキシゲナーゼ
- EC.1.13.11.19 システアミンジオキシゲナーゼ
- EC.1.13.11.20 システインジオキシゲナーゼ
- EC.1.13.11.21 欠番 →  EC.1.14.99.36
- EC.1.13.11.22 コーヒー酸-3,4-ジオキシゲナーゼ
- EC.1.13.11.23 2,3-ジヒドロキシインドール-2,3-ジオキシゲナーゼ
- EC.1.13.11.24 クェルセチン-2,3-ジオキシゲナーゼ
- EC.1.13.11.25 3,4-ジヒドロキシ-9,10-セコアンドロスタ-1,3,5(10)-トリエン-9,17-ジオン 4,5-ジオキシゲナーゼ
- EC.1.13.11.26 ペプチド-トリプトファン-2,3-ジオキシゲナーゼ
- EC.1.13.11.27 4-ヒドロキシフェニルピルビン酸ジオキシゲナーゼ
- EC.1.13.11.28 2,3-ジヒドロキシ安息香酸-2,3-ジオキシゲナーゼ
- EC.1.13.11.29 スチゾロビン酸シンターゼ
- EC.1.13.11.30 スチゾロビニン酸シンターゼ
- EC.1.13.11.31 アラキドン酸-12-リポキシゲナーゼ
- EC.1.13.11.32 欠番 → EC 1.13.12.16
- EC.1.13.11.33 アラキドン酸-15-リポキシゲナーゼ
- EC.1.13.11.34 アラキドン酸-5-リポキシゲナーゼ
- EC.1.13.11.35 ピロガロール-1,2-オキシゲナーゼ
- EC.1.13.11.36 クロリダゾン-カテコールジオキシゲナーゼ
- EC.1.13.11.37 ヒドロキシキノール-1,2-ジオキシゲナーゼ
- EC.1.13.11.38 1-ヒドロキシ-2-ナフトエ酸-1,2-ジオキシゲナーゼ
- EC.1.13.11.39 ビフェニル-2,3-ジオール-1,2-ジオキシゲナーゼ
- EC.1.13.11.40 アラキドン酸-8-リポキシゲナーゼ
- EC.1.13.11.41 2,4'-ジヒドロキシアセトフェノンジオキシゲナーゼ
- EC.1.13.11.42 欠番 削除
- EC.1.13.11.43 リグノスチルベン-αβ-ジオキシゲナーゼ
- EC.1.13.11.44 リノール酸ジオールシンターゼ
- EC.1.13.11.45 リノール酸-11-リポキシゲナーゼ
- EC.1.13.11.46 4-ヒドロキシマンデル酸シンターゼ
- EC.1.13.11.47 3-ヒドロキシ-4-オキソキノリン-2,4-ジオキシゲナーゼ
- EC.1.13.11.48 3-ヒドロキシ-2-メチルキノリン-4-オン-2,4-ジオキシゲナーゼ
- EC.1.13.11.49 亜塩素酸O2リアーゼ
- EC.1.13.11.50 アセチルアセトン開裂酵素
- EC.1.13.11.51 9-cis-エポキシカロテノイドジオキシゲナーゼ
- EC.1.13.11.52 インドールアミン-2,3-ジオキシゲナーゼ
- EC.1.13.11.53 アシレズクトンジオキシゲナーゼ (Ni2+-要求)
- EC.1.13.11.54 アシレズクトンジオキシゲナーゼ (鉄(II)-要求)
- EC.1.13.11.55 硫黄オキシゲナーゼ/レダクターゼ
- EC.1.13.11.56 1,2-ジヒドロキシナフタレンジオキシゲナーゼ

#### EC.1.13.12.-（1原子の酸素を取り込む;分子内モノオキシゲナーゼまたは分子内混合機能オキシターゼ）
- EC.1.13.12.1 アルギニン-2-モノオキシゲナーゼ
- EC.1.13.12.2 リシン-2-モノオキシゲナーゼ
- EC.1.13.12.3 トリプトファン-2-モノオキシゲナーゼ
- EC.1.13.12.4 乳酸-2-モノオキシゲナーゼ
- EC.1.13.12.5 レニラルシフェリン-2-モノオキシゲナーゼ
- EC.1.13.12.6 ウミホタルルシフェリン-2-モノオキシゲナーゼ
- EC.1.13.12.7 ホタルルシフェリン-4-モノオキシゲナーゼ (ATP加水分解)
- EC.1.13.12.8 ホタルイカルシフェリン-2-モノオキシゲナーゼ
- EC.1.13.12.9 フェニルアラニン-2-モノオキシゲナーゼ
- EC.1.13.12.10 欠番 →  EC.1.14.13.59
- EC.1.13.12.11 欠番 →  EC.1.14.13.8
- EC.1.13.12.12 apo-β-カロテノイド-14',13'-ジオキシゲナーゼ
- EC.1.13.12.13 発光エビルシフェリン-2-モノオキシゲナーゼ
- EC.1.13.12.14 クロロフィリドaオキシゲナーゼ
- EC.1.13.12.15 3,4-ジヒドロキシフェニルアラニン酸化的デアミナーゼ
- EC.1.13.12.16 ニトロン酸モノオキシゲナーゼ
- EC.1.13.12.17 ジクロロアルシリアフラビンAシンターゼ
- EC.1.13.12.18 渦鞭毛藻ルシフェラーゼ

#### EC.1.13.99.- （その他のオキシゲナーゼ）
- EC.1.13.99.1 イノシトールオキシゲナーゼ
- EC.1.13.99.2 欠番 →  EC.1.14.12.10
- EC.1.13.99.3 トリプトファン-2'-ジオキシゲナーゼ
- EC.1.13.99.4 欠番 →  EC.1.14.12.9
- EC.1.13.99.5 欠番 →  EC.1.13.11.47

### EC.1.14.- （電子対供与作用を持つ; 分子酸素を取り込むないしは分子酸素を還元する）

#### EC.1.14.1.-
- EC.1.14.1.1 欠番 →  EC.1.14.14.1
- EC.1.14.1.2 欠番 →  EC.1.14.13.9
- EC.1.14.1.3 欠番 →  EC.1.14.99.7と EC 5.4.99.7へ振り分け
- EC.1.14.1.4 欠番 →  EC.1.14.99.2
- EC.1.14.1.5 欠番 →  EC.1.14.13.5
- EC.1.14.1.6 欠番 →  EC.1.14.15.4
- EC.1.14.1.7 欠番 →  EC.1.14.99.9
- EC.1.14.1.8 欠番 →  EC.1.14.99.10
- EC.1.14.1.9 欠番 削除
- EC.1.14.1.10 欠番 →  EC.1.14.99.11
- EC.1.14.1.11 欠番 削除

#### EC.1.14.2.-（アスコルビン酸類を電子供与体とする）
- EC.1.14.2.1 欠番 →  EC.1.14.17.1
- EC.1.14.2.2 欠番 →  EC.1.13.11.27

#### EC.1.14.3.-（プテリジン還元体を供与体とする）
- EC.1.14.3.1 欠番 →  EC.1.14.16.1

#### EC.1.14.11.-（2-オキソグルタル酸類を片方の電子供与体とする;酸素分をそれぞれの電子供与体に取り込む）
- EC.1.14.11.1 γ-ブチロベタインジオキシゲナーゼ
- EC.1.14.11.2 プロコラーゲン-プロリンジオキシゲナーゼ
- EC.1.14.11.3 ピリミジン-デオキシヌクレオシド 2'-ジオキシゲナーゼ
- EC.1.14.11.4 プロコラーゲン-リシン-5-ジオキシゲナーゼ
- EC.1.14.11.5 欠番 →  EC.1.14.11.6へ統合
- EC.1.14.11.6 チミンジオキシゲナーゼ
- EC.1.14.11.7 プロコラーゲン-プロリン-3-ジオキシゲナーゼ
- EC.1.14.11.8 トリメチルリシンジオキシゲナーゼ
- EC.1.14.11.9 フラバノン-3-ジオキシゲナーゼ
- EC.1.14.11.10 ピリミジン-デオキシヌクレオシド-1'-ジオキシゲナーゼ
- EC.1.14.11.11 ヒヨスチアミン (6S)-ジオキシゲナーゼ
- EC.1.14.11.12 ジベレリン-44-ジオキシゲナーゼ
- EC.1.14.11.13 ジベレリン-2β-ジオキシゲナーゼ
- EC.1.14.11.14 6β-ヒドロキシヒヨスチアミンエポキシダーゼ
- EC.1.14.11.15 ジベレリン-3β-ジオキシゲナーゼ
- EC.1.14.11.16 ペプチド-アスパラギン酸-β-ジオキシゲナーゼ
- EC.1.14.11.17 タウリンジオキシゲナーゼ
- EC.1.14.11.18 フィタノイルCoAジオキシゲナーゼ
- EC.1.14.11.19 ロイコシアニジンオキシゲナーゼ
- EC.1.14.11.20 デアセトキシビンドリン-4-ヒドロキシラーゼ
- EC.1.14.11.21 クラバミン酸シンターゼ
- EC.1.14.11.22 フラボンシンターゼ
- EC.1.14.11.23 フラボノールシンターゼ
- EC.1.14.11.24 2'-デオキシムギネ酸-2'-ジオキシゲナーゼ
- EC.1.14.11.25 ムギネ酸-3-ジオキシゲナーゼ
- EC.1.14.11.26 デアセトキシセファロスポリンCヒドロキシラーゼ
- EC.1.14.11.27 (ヒストンH3)-リシン-36-デメチラーゼ
- EC.1.14.11.28 プロリン-3-ヒドロキシラーゼ
- EC.1.14.11.29 低酸素症誘導因子プロリンジオキシゲナーゼ
- EC.1.14.11.30 低酸素症誘導因子アスパラギンジオキシゲナーゼ
- EC.1.14.11.31 テバイン6-O-デメチラーゼ
- EC.1.14.11.32 コデイン3-O-デメチラーゼ

#### EC.1.14.12.-（NADHまたはNADPHを片方の電子供与体とし、もう一方の電子供与体が2つの酸素原子を取り込む）
- EC.1.14.12.1 アントラニル酸-1,2-ジオキシゲナーゼ (脱アミノ化, 脱炭酸)
- EC.1.14.12.2 欠番 →  EC.1.14.13.35
- EC.1.14.12.3 ベンゼン-1,2-ジオキシゲナーゼ
- EC.1.14.12.4 3-ヒドロキシ-2-メチルピリジンカルボン酸ジオキシゲナーゼ
- EC.1.14.12.5 5-ピリドキシン酸ジオキシゲナーゼ
- EC.1.14.12.6 欠番 →  EC.1.14.13.66
- EC.1.14.12.7 フタル酸-4,5-ジオキシゲナーゼ
- EC.1.14.12.8 4-スルホ安息香酸-3,4-ジオキシゲナーゼ
- EC.1.14.12.9 4-クロロフェニル酢酸-3,4-ジオキシゲナーゼ
- EC.1.14.12.10 安息香酸-1,2-ジオキシゲナーゼ
- EC.1.14.12.11 トルエンジオキシゲナーゼ
- EC.1.14.12.12 ナフタレン-1,2-ジオキシゲナーゼ
- EC.1.14.12.13 2-クロロ安息香酸-1,2-ジオキシゲナーゼ
- EC.1.14.12.14 2-アミノベンゼンスルホン酸-2,3-ジオキシゲナーゼ
- EC.1.14.12.15 テレフタル酸-1,2-ジオキシゲナーゼ
- EC.1.14.12.16 2-ヒドロキシキノリン-5,6-ジオキシゲナーゼ
- EC.1.14.12.17 一酸化窒素ジオキシゲナーゼ
- EC.1.14.12.18 ビフェニル-2,3-ジオキシゲナーゼ
- EC.1.14.12.19 3-フェニルプロパン酸ジオキシゲナーゼ
- EC.1.14.12.20 フェオホルビドaオキシゲナーゼ
- EC.1.14.12.21 ベンゾイルCoA-2,3-ジオキシゲナーゼ
- EC.1.14.12.22 カルバゾール-1,9a-ジオキシゲナーゼ

#### EC.1.14.13.-（NADHまたはNADPHを片方の電子供与体とし、1つの酸素原子を取り込む）
- EC.1.14.13.1 サリチル酸-1-モノオキシゲナーゼ
- EC.1.14.13.2 4-ヒドロキシ安息香酸-3-モノオキシゲナーゼ
- EC.1.14.13.3 4-ヒドロキシフェニル酢酸-3-モノオキシゲナーゼ
- EC.1.14.13.4 メリロト酸-3-モノオキシゲナーゼ
- EC.1.14.13.5 イミダソール酢酸-4-モノオキシゲナーゼ
- EC.1.14.13.6 オルシノール-2-モノオキシゲナーゼ
- EC.1.14.13.7 フェノール-2-モノオキシゲナーゼ
- EC.1.14.13.8 フラビン含有モノオキシゲナーゼ
- EC.1.14.13.9 キヌレニン-3-モノオキシゲナーゼ
- EC.1.14.13.10 2,6-ジヒドロキシピリジン-3-モノオキシゲナーゼ
- EC.1.14.13.11 trans-ケイ皮酸-4-モノオキシゲナーゼ
- EC.1.14.13.12 安息香酸-4-モノオキシゲナーゼ
- EC.1.14.13.13 カルシジオール-1-モノオキシゲナーゼ
- EC.1.14.13.14 trans-ケイ皮酸-2-モノオキシゲナーゼ
- EC.1.14.13.15 コレスタントリオール-26-モノオキシゲナーゼ
- EC.1.14.13.16 シクロペンタノンモノオキシゲナーゼ
- EC.1.14.13.17 コレステロール-7α-モノオキシゲナーゼ
- EC.1.14.13.18 4-ヒドロキシフェニル酢酸-1-モノオキシゲナーゼ
- EC.1.14.13.19 タキシフォリン-8-モノオキシゲナーゼ
- EC.1.14.13.20 2,4-ジクロロフェノール-6-モノオキシゲナーゼ
- EC.1.14.13.21 フラボノイド-3'-モノオキシゲナーゼ
- EC.1.14.13.22 シクロヘキサノンモノオキシゲナーゼ
- EC.1.14.13.23 3-ヒドロキシ安息香酸-4-モノオキシゲナーゼ
- EC.1.14.13.24 3-ヒドロキシ安息香酸-6-モノオキシゲナーゼ
- EC.1.14.13.25 メタンモノオキシゲナーゼ
- EC.1.14.13.26 ホスファチジルコリン-12-モノオキシゲナーゼ
- EC.1.14.13.27 4-アミノ安息香酸-1-モノオキシゲナーゼ
- EC.1.14.13.28 3,9-ジヒドロキシプテロカルパン-6a-モノオキシゲナーゼ
- EC.1.14.13.29 4-ニトロフェノール-2-モノオキシゲナーゼ
- EC.1.14.13.30 ロイコトリエンB4-20-モノオキシゲナーゼ
- EC.1.14.13.31 2-ニトロフェノール-2-モノオキシゲナーゼ
- EC.1.14.13.32 アルベンダゾールモノオキシゲナーゼ
- EC.1.14.13.33 4-ヒドロキシ安息香酸-3-モノオキシゲナーゼ (NAD(P)H)
- EC.1.14.13.34 ロイコトリエン-E4-20-モノオキシゲナーゼ
- EC.1.14.13.35 アントラニル酸-3-モノオキシゲナーゼ (脱アミノ化)
- EC.1.14.13.36 5-O-(4-クマロイル)-D-キナ酸-3'-モノオキシゲナーゼ
- EC.1.14.13.37 メチルテトラヒドロプロトベルベリン-14-モノオキシゲナーゼ
- EC.1.14.13.38 アンヒドロテトラサイクリンモノオキシゲナーゼ
- EC.1.14.13.39 一酸化窒素シンターゼ
- EC.1.14.13.40 アントラニロイルCoAモノオキシゲナーゼ
- EC.1.14.13.41 チロシン N-モノオキシゲナーゼ
- EC.1.14.13.42 ヒドロキシフェニルアセトニトリル-2-モノオキシゲナーゼ
- EC.1.14.13.43 クェスチンモノオキシゲナーゼ
- EC.1.14.13.44 2-ヒドロキシビフェニル-3-モノオキシゲナーゼ
- EC.1.14.13.45 欠番 →  EC.1.14.18.2
- EC.1.14.13.46 (-)-メントールモノオキシゲナーゼ
- EC.1.14.13.47 (S)-リモネン-3-モノオキシゲナーゼ
- EC.1.14.13.48 (S)-リモネン-6-モノオキシゲナーゼ
- EC.1.14.13.49 (S)-リモネン-7-モノオキシゲナーゼ
- EC.1.14.13.50 ペンタクロロフェノールモノオキシゲナーゼ
- EC.1.14.13.51 6-オキソシネオールデヒドロゲナーゼ
- EC.1.14.13.52 イソフラボン-3'-ヒドロキシラーゼ
- EC.1.14.13.53 4'-メトキシイソフラボン-2'-ヒドロキシラーゼ
- EC.1.14.13.54 ケトステロイドモノオキシゲナーゼ
- EC.1.14.13.55 プロトピン-6-モノオキシゲナーゼ
- EC.1.14.13.56 ジヒドロサンギナリン-10-モノオキシゲナーゼ
- EC.1.14.13.57 ジヒドロケリルビン-12-モノオキシゲナーゼ
- EC.1.14.13.58 ベンゾイルCoA-3-モノオキシゲナーゼ
- EC.1.14.13.59 L-リシン-6-モノオキシゲナーゼ (NADPH)
- EC.1.14.13.60 27-ヒドロキシコレステロール-7α-モノオキシゲナーゼ
- EC.1.14.13.61 2-ヒドロキシキノリン-8-モノオキシゲナーゼ
- EC.1.14.13.62 4-ヒドロキシキノリン-3-モノオキシゲナーゼ
- EC.1.14.13.63 3-ヒドロキシフェニル酢酸-6-ヒドロキシラーゼ
- EC.1.14.13.64 4-ヒドロキシ安息香酸-1-ヒドロキシラーゼ
- EC.1.14.13.65 欠番 削除
- EC.1.14.13.66 2-ヒドロキシシクロヘキサノン-2-モノオキシゲナーゼ
- EC.1.14.13.67 キニーネ-3-モノオキシゲナーゼ
- EC.1.14.13.68 4-ヒドロキシフェニルアセトアルデヒドオキシムモノオキシゲナーゼ
- EC.1.14.13.69 アルケンモノオキシゲナーゼ
- EC.1.14.13.70 ステロール-14-デメチラーゼ
- EC.1.14.13.71 N-メチルコクラウリン-3'-モノオキシゲナーゼ
- EC.1.14.13.72 メチルステロールモノオキシゲナーゼ
- EC.1.14.13.73 タベルソニン-16-ヒドロキシラーゼ
- EC.1.14.13.74 7-デオキシロガニン-7-ヒドロキシラーゼ
- EC.1.14.13.75 ビノリンヒドロキシラーゼ
- EC.1.14.13.76 タキサン-10β-ヒドロキシラーゼ
- EC.1.14.13.77 タキサン-13α-ヒドロキシラーゼ
- EC.1.14.13.78 ent-カウレンオキシダーゼ
- EC.1.14.13.79 ent-カウレン酸オキシダーゼ
- EC.1.14.13.80 (R)-リモネン-6-モノオキシゲナーゼ
- EC.1.14.13.81 マグネシウム-プロトポルフィリンIX モノメチルエステル(酸化的)シクラーゼ
- EC.1.14.13.82 バニリン酸モノオキシゲナーゼ
- EC.1.14.13.83 プレコリン3Bシンターゼ
- EC.1.14.13.84 4-ヒドロキシアセトフェノンモノオキシゲナーゼ
- EC.1.14.13.85 グリセオリンシンターゼ
- EC.1.14.13.86 2-ヒドロキシイソフラバノンシンターゼ
- EC.1.14.13.87 リコジオンシンターゼ
- EC.1.14.13.88 フラボノイド-3',5'-ヒドロキシラーゼ
- EC.1.14.13.89 イソフラボン-2'-ヒドロキシラーゼ
- EC.1.14.13.90 ゼアキサンチンエポキシダーゼ
- EC.1.14.13.91 デオキシサルパジンヒドロキシラーゼ
- EC.1.14.13.92 フェニルアセトンモノオキシゲナーゼ
- EC.1.14.13.93 (+)-アブシシン酸-8'-ヒドロキシラーゼ
- EC.1.14.13.94 リトコール酸-6β-ヒドロキシラーゼ
- EC.1.14.13.95 7α-ヒドロキシコレスト-4-エン-3-オン-12α-ヒドロキシラーゼ
- EC.1.14.13.96 5β-コレスタン-3α,7α-ジオール-12α-ヒドロキシラーゼ
- EC.1.14.13.97 タウロケノデオキシコール酸-6α-ヒドロキシラーゼ
- EC.1.14.13.98 コレステロール-24-ヒドロキシラーゼ
- EC.1.14.13.99 24-ヒドロキシコレステロール-7α-ヒドロキシラーゼ
- EC.1.14.13.100 25-ヒドロキシコレステロール-7α-ヒドロキシラーゼ
- EC.1.14.13.101 セネシオニン-N-オキシゲナーゼ
- EC.1.14.13.102 プソラレンシンターゼ
- EC.1.14.13.103 8-ジメチルアリルナリンゲニン-2'-ヒドロキシラーゼ
- EC.1.14.13.104 (+)-メントフランシンターゼ
- EC.1.14.13.105 単環式モノテルペンケトンモノオキシゲナーゼ
- EC.1.14.13.106 epi-イソジザエン-5-モノオキシゲナーゼ
- EC.1.14.13.107 リモネン-1,2-モノオキシゲナーゼ
- EC.1.14.13.108 アビエタジエンヒドロキシラーゼ
- EC.1.14.13.109 アビエタジエノールヒドロキシラーゼ
- EC.1.14.13.110 ゲラニルゲラニオール-18-ヒドロキシラーゼ
- EC.1.14.13.111 メタンスルホン酸モノオキシゲナーゼ
- EC.1.14.13.112 3-epi-6-デオキソカタステロン-23-モノオキシゲナーゼ
- EC.1.14.13.113 FAD依存性尿酸ヒドロキシラーゼ
- EC.1.14.13.114 6-ヒドロキシニコチン酸-3-モノオキシゲナーゼ
- EC.1.14.13.115 アンゲリシンシンターゼ
- EC.1.14.13.116 ゲラニルヒドロキノン-3''-ヒドロキシラーゼ
- EC.1.14.13.117 イソロイシン-N-モノオキシゲナーゼ
- EC.1.14.13.118 バリン-N-モノオキシゲナーゼ
- EC.1.14.13.119 5-エピアリストロケン-1,3-ジヒドロキシラーゼ
- EC.1.14.13.120 コスツノリドシンターゼ
- EC.1.14.13.121 プレムナスピロジエンオキシゲナーゼ
- EC.1.14.13.122 クロロフィリド-a オキシゲナーゼ
- EC.1.14.13.123 ゲルマクレンAヒドロキシラーゼ
- EC.1.14.13.124 フェニルアラニン N-モノオキシゲナーゼ
- EC.1.14.13.125 トリプトファン N-モノオキシゲナーゼ
- EC.1.14.13.126 ビタミンD3 24-ヒドロキシラーゼ
- EC.1.14.13.127 3-(3-ヒドロキシフェニル)プロパン酸ヒドロキシラーゼ
- EC.1.14.13.128 7-メチルキサンチンデメチラーゼ
- EC.1.14.13.129 β-カロテン 3-ヒドロキシラーゼ
- EC.1.14.13.130 ピロール-2-カルボン酸モノオキシゲナーゼ
- EC.1.14.13.131 ジメチル-スルフィドモノオキシゲナーゼ
- EC.1.14.13.132 スクアレンモノオキシゲナーゼ
- EC.1.14.13.133 ペンタレネンオキシゲナーゼ
- EC.1.14.13.134 β-アミリン 11-オキシダーゼ
- EC.1.14.13.135 1-ヒドロキシ-2-ナフトエ酸ヒドロキシラーゼ
- EC.1.14.13.136 2-ヒドロキシイソフラバンオンシンターゼ
- EC.1.14.13.137 インドール-2-モノオキシゲナーゼ
- EC.1.14.13.138 インドリン-2-オンモノオキシゲナーゼ
- EC.1.14.13.139 3-ヒドロキシインドリン-2-オンモノオキシゲナーゼ
- EC.1.14.13.140 2-ヒドロキシ-1,4-ベンズオキサジン-3-オンモノオキシゲナーゼ
- EC.1.14.13.141 コレスト-4-エン-3-オン 26-モノオキシゲナーゼ
- EC.1.14.13.142 3-ケトステロイド 9α-モノオキシゲナーゼ
- EC.1.14.13.143 ent-イソカウレンC2-ヒドロキシラーゼ
- EC.1.14.13.144 9β-ピマラ-7,15-ジエンオキシダーゼ
- EC.1.14.13.145 ent-カサ-12,15-ジエン11-ヒドロキシラーゼ
- EC.1.14.13.146 タキソイド 14β-ヒドロキシラーゼ
- EC.1.14.13.147 タキソイド 7β-ヒドロキシラーゼ
- EC.1.14.13.148 トリメチルアミンモノオキシゲナーゼ
- EC.1.14.13.149 フェニルアセチルCoA 1,2-エポキシダーゼ
- EC.1.14.13.150 α-フムレン 10-ヒドロキシラーゼ
- EC.1.14.13.151 リナロール 8-モノオキシゲナーゼ
- EC.1.14.13.152 ゲラニオール 8-ヒドロキシラーゼ
- EC.1.14.13.153 (+)-サビネン 3-ヒドロキシラーゼ
- EC.1.14.13.154 エリトロマイシン 12-ヒドロキシラーゼ
- EC.1.14.13.155 α-ピネンモノオキシゲナーゼ
- EC.1.14.13.156 1,8-シネオール 2-endo-モノオキシゲナーゼ
- EC.1.14.13.157 1,8-シネオール 2-exo-モノオキシゲナーゼ
- EC.1.14.13.158 アモルファ-4,11-ジエン12-モノオキシゲナーゼ
- EC.1.14.13.159 ビタミンD 25-ヒドロキシラーゼ
- EC.1.14.13.160 (2,2,3-トリメチル-5-オキソシクロペント-3-エニル)アセチルCoA 1,5-モノオキシゲナーゼ
- EC.1.14.13.161 (+)-カンファー 6-exo-ヒドロキシラーゼ
- EC.1.14.13.162 2,5-ジケトカンファン 1,2-モノオキシゲナーゼ
- EC.1.14.13.163 6-ヒドロキシ-3-スクシノイルピリジン 3-モノオキシゲナーゼ
- EC.1.14.13.164 欠番 → EC 1.13.11.65
- EC.1.14.13.165 酸化窒素シンターゼ(NAD(P)H依存性)
- EC.1.14.13.166 4-ニトロカテコール 4-モノオキシゲナーゼ
- EC.1.14.13.167 4-ニトロフェノール 4-モノオキシゲナーゼ
- EC.1.14.13.168 インドール-3-ピルビン酸モノオキシゲナーゼ
- EC.1.14.13.169 スフィンガニン C4-モノオキシゲナーゼ
- EC.1.14.13.170 ペンタレノラクトンDシンターゼ
- EC.1.14.13.171 ネオペンタレノラクトンDシンターゼ
- EC.1.14.13.172 サリチル酸 5-ヒドロキシラーゼ
- EC.1.14.13.173 11-オキソ-β-アミリン 30-オキシダーゼ
- EC.1.14.13.174 アベランチンヒドロキシラーゼ
- EC.1.14.13.175 アフラトキシンBシンターゼ
- EC.1.14.13.176 トリプロスタチンB 6-ヒドロキシラーゼ
- EC.1.14.13.177 フミトレモルギンCモノオキシゲナーゼ
- EC.1.14.13.178 メチルキサンチン N1-デメチラーゼ
- EC.1.14.13.179 メチルキサンチン N3-デメチラーゼ
- EC.1.14.13.180 アクラビノン 12-ヒドロキシラーゼ
- EC.1.14.13.181 13-デオキシダウノルビシンヒドロキシラーゼ
- EC.1.14.13.182 2-ヘプチル-3-ヒドロキシ-4(1H)-キノロンシンターゼ
- EC.1.14.13.183 ダンマレンジオール 12-ヒドロキシラーゼ
- EC.1.14.13.184 プロトパナキサジオール 6-ヒドロキシラーゼ

#### EC.1.14.14.-（還元型フラビンないしはフラボタンパク質を片方の電子供与体とし、1つの酸素原子を取り込む）
- EC.1.14.14.1 非特異的モノオキシゲナーゼ
- EC.1.14.14.2 欠番 →  EC.1.14.14.1へ統合
- EC.1.14.14.3 アルカナールモノオキシゲナーゼ (FMN結合)
- EC.1.14.14.4 欠番 →  EC.1.14.15.7へ統合
- EC.1.14.14.5 アルカンスルホン酸モノオキシゲナーゼ
- EC.1.14.14.6 欠番 →  EC.1.14.13.111
- EC.1.14.14.7 トリプトファン-7-ハロゲナーゼ
- EC.1.14.14.8 アントラニル酸-3-モノオキシゲナーゼ (FAD)

#### EC.1.14.15.-（還元型鉄硫黄タンパク質を片方の電子供与体とし、1つの酸素原子を取り込む）
- EC.1.14.15.1 カンファー-5-モノオキシゲナーゼ
- EC.1.14.15.2 カンファー-1,2-モノオキシゲナーゼ
- EC.1.14.15.3 アルカン-1-モノオキシゲナーゼ
- EC.1.14.15.4 ステロイド-11β-モノオキシゲナーゼ
- EC.1.14.15.5 コルチコステロン-18-モノオキシゲナーゼ
- EC.1.14.15.6 コレステロールモノオキシゲナーゼ (側鎖開裂)
- EC.1.14.15.7 コリンモノオキシゲナーゼ
- EC.1.14.15.8 ステロイド-15β-モノオキシゲナーゼ

#### EC.1.14.16.-（還元型プテリジンを片方の電子供与体とし、1つの酸素原子を取り込む）
- EC.1.14.16.1 フェニルアラニン-4-モノオキシゲナーゼ
- EC.1.14.16.2 チロシン-3-モノオキシゲナーゼ
- EC.1.14.16.3 アントラニル酸-3-モノオキシゲナーゼ
- EC.1.14.16.4 トリプトファン-5-モノオキシゲナーゼ
- EC.1.14.16.5 アルキルグリセロールモノオキシゲナーゼ
- EC.1.14.16.6 マンデル酸-4-モノオキシゲナーゼ

#### EC.1.14.17.-（還元型アスコルビン酸類を片方の電子供与体とし、1つの酸素原子を取り込む）
- EC.1.14.17.1 ドーパミン-β-モノオキシゲナーゼ
- EC.1.14.17.2 欠番 →  EC.1.14.18.1へ統合
- EC.1.14.17.3 ペプチジルグリシンモノオキシゲナーゼ
- EC.1.14.17.4 アミノシクロプロパンカルボン酸オキシダーゼ

#### EC.1.14.18.-（その他の分子を片方の電子供与体とし、1つの酸素原子を取り込む）
- EC.1.14.18.1 モノフェノールモノオキシゲナーゼ
- EC.1.14.18.2 CMP-N-アセチルノイラミン酸モノオキシゲナーゼ

#### EC.1.14.19.-（2電子酸化により分子状酸素が還元され二分子の水になる）
- EC.1.14.19.1 ステアロイルCoA 9-デサチュラーゼ（Δ9-脂肪酸デサチュラーゼ）
- EC.1.14.19.2 アシル-(アシル輸送タンパク質)デサチュラーゼ
- EC.1.14.19.3 リノレオイルCoAデサチュラーゼ（Δ6-脂肪酸デサチュラーゼ）
- EC.1.14.19.4 Δ8-脂肪酸デサチュラーゼ
- EC.1.14.19.5 Δ11-脂肪酸デサチュラーゼ
- EC.1.14.19.6 Δ12-脂肪酸デサチュラーゼ

#### EC.1.14.20.-（2-オキソグルタル酸を片方の電子供与体とし、他方を脱水素化する）
- EC.1.14.20.1 デアセトキシセファロスポリンCシンターゼ

#### EC.1.14.21.-（NADHまたはNADPHを片方の電子供与体とし、他方を脱水素化する）
- EC.1.14.21.1 (S)-スチロピンシンターゼ
- EC.1.14.21.2 (S)-ケイランチホリンシンターゼ
- EC.1.14.21.3 ベルバムニンシンターゼ
- EC.1.14.21.4 サルタリジンシンターゼ
- EC.1.14.21.5 (S)-カナジンシンターゼ
- EC.1.14.21.6 ラトステロールオキシダーゼ
- EC.1.14.21.7 ビフラビオリンシンターゼ
- EC.1.14.21.8 プソイドバプチゲニンシンターゼ

#### EC.1.14.99.-（その他の電子対酸化酵素）
- EC.1.14.99.1 プロスタグランジンエンドペルオキシドシンターゼ
- EC.1.14.99.2 キヌレニン-7,8-ヒドロキシラーゼ
- EC.1.14.99.3 ヘムオキシゲナーゼ
- EC.1.14.99.4 プロゲステロンモノオキシゲナーゼ
- EC.1.14.99.5 欠番 →  EC.1.14.19.1
- EC.1.14.99.6 欠番 →  EC.1.14.19.2
- EC.1.14.99.7 スクアレンモノオキシゲナーゼ
- EC.1.14.99.8 欠番 →  EC.1.14.14.1へ統合
- EC.1.14.99.9 ステロイド-17α-モノオキシゲナーゼ
- EC.1.14.99.10 ステロイド-21-モノオキシゲナーゼ
- EC.1.14.99.11 エストラジオール-6β-モノオキシゲナーゼ
- EC.1.14.99.12 アンドロスタ-4-エン-3,17-ジオンモノオキシゲナーゼ
- EC.1.14.99.13 欠番 →  EC.1.14.13.23
- EC.1.14.99.14 プロゲステロン-11α-モノオキシゲナーゼ
- EC.1.14.99.15 4-メトキシ安息香酸モノオキシゲナーゼ (O-脱メチル化)
- EC.1.14.99.16 欠番 →  EC.1.14.13.72
- EC.1.14.99.17 欠番 →  EC.1.14.16.5
- EC.1.14.99.18 欠番 削除
- EC.1.14.99.19 プラズマニルエタノールアミンデサチュラーゼ
- EC.1.14.99.20 フィロキノンモノオキシゲナーゼ (2,3-エポキシ化)
- EC.1.14.99.21 Latia-ルシフェリンモノオキシゲナーゼ (脱メチル化)
- EC.1.14.99.22 エクジソン-20-モノオキシゲナーゼ
- EC.1.14.99.23 3-ヒドロキシ安息香酸-2-モノオキシゲナーゼ
- EC.1.14.99.24 ステロイド-9α-モノオキシゲナーゼ
- EC.1.14.99.25 欠番 →  EC.1.14.19.3
- EC.1.14.99.26 2-ヒドロキシピリジン-5-モノオキシゲナーゼ
- EC.1.14.99.27 ジュグロン-3-モノオキシゲナーゼ
- EC.1.14.99.28 リナロール-8-モノオキシゲナーゼ
- EC.1.14.99.29 デオキシヒプシンモノオキシゲナーゼ
- EC.1.14.99.30 カロテン-7,8-デサチュラーゼ
- EC.1.14.99.31 ミリストイルCoA-11-(E)-デサチュラーゼ
- EC.1.14.99.32 ミリストイルCoA-11-(Z)-デサチュラーゼ
- EC.1.14.99.33 Δ12-脂肪酸デヒドロゲナーゼ
- EC.1.14.99.34 モノプレニルイソフラボンエポキシダーゼ
- EC.1.14.99.35 チオフェン-2-カルボニルCoAモノオキシゲナーゼ
- EC.1.14.99.36 β-カロテン-15,15'-モノオキシゲナーゼ
- EC.1.14.99.37 タキサジエン-5α-ヒドロキシラーゼ
- EC.1.14.99.38 コレステロール-25-ヒドロキシラーゼ
- EC.1.14.99.39 アンモニアモノオキシゲナーゼ
- EC.1.14.99.40 5,6-ジメチルベンズイミダゾールシンターゼ
- EC.1.14.99.41 all-trans-8'-apo-β-カロテナール-15,15'-オキシゲナーゼ

### EC.1.15.-（超酸化物を電子受容体とする）
- EC.1.15.1.1 スーパーオキシドディスムターゼ
- EC.1.15.1.2 スーパーオキシドレダクターゼ

### EC.1.16.-（金属イオンを酸化する）

#### EC.1.16.1.-（NADHまたはNADPHを電子供与体とする）
- EC.1.16.1.1 水銀(II)レダクターゼ
- EC.1.16.1.2 二鉄トランスフェリンレダクターゼ
- EC.1.16.1.3 アクアコバラミンレダクターゼ
- EC.1.16.1.4 コバラミン(II)レダクターゼ
- EC.1.16.1.5 アクアコバラミンレダクターゼ (NADPH)
- EC.1.16.1.6 シアノコバラミンレダクターゼ (シアニド除去)
- EC.1.16.1.7 鉄キレートレダクターゼ
- EC.1.16.1.8 (メチオニンシンターゼ)レダクターゼ

#### EC.1.16.3.-（酸素を電子受容体とする）
- EC.1.16.3.1 フェロキシダーゼ

#### EC.1.16.5.-（キノンおよび類縁体が電子受容体）
- EC.1.16.5.1 アスコルビン酸フェリレダクターゼ

#### EC.1.16.8.-（フラビンを電子受容体とする）
- EC.1.16.8.1 コビリン酸(II)-a,c-ジアミドレダクターゼ

#### EC.1.16.9.-（銅タンパク質が電子受容体）
- EC.1.16.9.1 鉄ルスチシアニンレダクターゼ

#### EC.1.16.98.-（その他の電子受容体を用いる）
- EC.1.16.98.1 → EC.1.16.9.1

### EC.1.17.-（メチン基、メチレン基に作用する）

#### EC.1.17.1.-（NADまたはNADPを電子受容体とする）
- EC.1.17.1.1 CDP-4-デヒドロ-6-デオキシグルコースレダクターゼ
- EC.1.17.1.2 4-ヒドロキシ-3-メチル-2-ブテニル二リン酸レダクターゼ
- EC.1.17.1.3 ロイコアントシアニジンレダクターゼ
- EC.1.17.1.4 キサンチンデヒドロゲナーゼ
- EC.1.17.1.5 ニコチン酸デヒドロゲナーゼ
- EC.1.17.1.6 欠番 →  EC.1.17.99.5

#### EC.1.17.2.-（シトクロムを電子受容体とする）
- EC.1.17.2.1 ニコチン酸デヒドロゲナーゼ (シトクロム)

#### EC.1.17.3.-（酸素を電子受容体とする）
- EC.1.17.3.1 プテリジンオキシダーゼ
- EC.1.17.3.2 キサンチンオキシダーゼ
- EC.1.17.3.3 6-ヒドロキシニコチン酸デヒドロゲナーゼ

#### EC.1.17.4.-（ジスルフィドを電子受容体とする）
- EC.1.17.4.1 リボヌクレオシド二リン酸レダクターゼ
- EC.1.17.4.2 リボヌクレオシド三リン酸レダクターゼ
- EC.1.17.4.3 欠番 →  EC.1.17.7.1
- EC.1.17.4.4 ビタミンKエポキシドレダクターゼ (ワルファリン感受性)
- EC.1.17.4.5 ビタミンKエポキシドレダクターゼ (ワルファリン非感受性)

#### EC.1.17.5.-（キノン類を電子受容体とする）
- EC.1.17.5.1 フェニルアセチルCoAデヒドロゲナーゼ
- EC.1.17.5.2 カフェインデヒドロゲナーゼ

#### EC.1.17.7.-（鉄硫黄タンパク質を電子受容体とする）
- EC.1.17.7.1 (E)-4-ヒドロキシ-3-メチル-2-ブテニル二リン酸シンターゼ
- EC.1.17.7.2 7-ヒドロキシメチルクロロフィルaレダクターゼ

#### EC.1.17.8.-（フラビンを電子受容体として用いる）
- EC.1.17.8.1 ヒドロキシスクアレンデヒドロゲナーゼ

#### EC.1.17.98.-（その他の生理的電子受容体を用いる）
- EC.1.17.98.1 削除

#### EC.1.17.99.-（生理的電子受容体が不明）
- EC.1.17.99.1 4-クレゾールデヒドロゲナーゼ (ヒドロキシル化)
- EC.1.17.99.2 エチルベンゼンヒドロキシラーゼ
- EC.1.17.99.3 3α,7α,12α-トリヒドロキシ-5β-コレスタノイルCoA-24-ヒドロキシラーゼ
- EC.1.17.99.4 ウラシル/チミンデヒドロゲナーゼ
- EC.1.17.99.5 → EC.1.17.98.1
- EC.1.17.99.6 エポシキキューオシンレダクターゼ

### EC.1.18.-（鉄硫黄タンパク質を電子供与体とする）

#### EC.1.18.1.-（NAD+またはNADP+を電子受容体とする）
- EC.1.18.1.1 ルブレドキシン-NAD+レダクターゼ
- EC.1.18.1.2 フェレドキシン-NADP+レダクターゼ
- EC.1.18.1.3 フェレドキシン-NAD+レダクターゼ
- EC.1.18.1.4 ルブレドキシン-NAD(P)+レダクターゼ

#### EC.1.18.2.-（窒素分子を電子受容体とする）
- EC.1.18.2.1 欠番 →  EC.1.18.6.1

#### EC.1.18.3.-（水素イオンを電子受容体とする）
- EC.1.18.3.1 欠番 →  EC.1.18.99.1

#### EC.1.18.6.-（窒素分子を電子受容体とする）
- EC.1.18.6.1 ニトロゲナーゼ

#### EC.1.18.96.-（その他、不明な電子受容体）
- EC.1.18.96.1 欠番 →  EC.1.15.1.2

#### EC.1.18.99.-（水素イオンを電子受容体とする）
- EC.1.18.99.1 欠番 →  EC.1.12.7.2

### EC.1.19.-（還元型フラボドキシンを電子供与体とする）

#### EC.1.19.1.-（NAD+またはNADP+を電子受容体とする）
- EC.1.19.1.1 フラボドキシン-NADP+レダクターゼ

#### EC.1.19.6.-（窒素分子を電子受容体とする）
- EC.1.19.6.1 ニトロゲナーゼ (フラボドキシン)

### EC.1.20.-（リンまたはヒ素を電子供与体とする）

#### EC.1.20.1.-（NAD(P)+を電子受容体とする）
- EC.1.20.1.1 リン酸デヒドロゲナーゼ

#### EC.1.20.2.-（シトクロムを電子受容体とする）
- EC.1.20.2.1 ヒ酸レダクターゼ (シトクロムc)

#### EC.1.20.4.-（ジスルフィドを電子受容体とする）
- EC.1.20.4.1 ヒ酸レダクターゼ (グルタレドキシン)
- EC.1.20.4.2 メチルアルソン酸レダクターゼ
- EC.1.20.4.3 マイコレドキシン

#### EC.1.20.9.-（銅タンパク質を電子受容体とする）
- EC.1.20.9.1 ヒ酸レダクターゼ (アズリン)

#### EC.1.20.98.-（その他の生理的電子受容体を用いる）
- EC.1.20.98.1 → EC.1.20.9.1

#### EC.1.20.99.-（生理的電子受容体が不明）
- EC.1.20.99.1 ヒ酸レダクターゼ (供与体)

### EC.1.21.-（X-HおよびY-H型化合物からX-Y結合を生成する）

#### EC.1.21.1.-（NADまたはNADPが電子受容体）
- EC.1.21.1.1 ヨードチロシン脱ヨード酵素
- EC.1.21.1.2 2,4-ジクロロベンゾイルCoAレダクターゼ

#### EC.1.21.3.-（酸素を電子受容体とする）
- EC.1.21.3.1 イソペニシリンNシンターゼ
- EC.1.21.3.2 コルンバミンオキシダーゼ
- EC.1.21.3.3 レチクリンオキシダーゼ
- EC.1.21.3.4 スロクリンオキシダーゼ ((+)-ビスデクロロゲオジン形成)
- EC.1.21.3.5 スロクリンオキシダーゼ ((-)-ビスデクロロゲオジン形成)
- EC.1.21.3.6 オーレウシジンシンターゼ

#### EC.1.21.4.-（ジスルフィドを電子受容体とする）
- EC.1.21.4.1 D-プロリンレダクターゼ (ジチオール)
- EC.1.21.4.2 グリシンレダクターゼ
- EC.1.21.4.3 サルコシンレダクターゼ
- EC.1.21.4.4 ベタインレダクターゼ

#### EC.1.21.98.-（その他の生理的電子受容体を用いる）
- EC.1.21.98.1 サイクリックデヒポキサンチニルフタロシンシンターゼ

#### EC.1.21.99.-（生理的電子受容体が不明）
- EC.1.21.99.1 β-シクロピアゾン酸デヒドロゲナーゼ

### EC.1.22.-（ハロゲンを電子供与体とする）

#### EC.1.22.1.-（NADまたはNADPが電子受容体）
- EC.1.22.1.1 → EC.1.21.1.1

### EC.1.23.-（C-O-Cを電子供与体とする）

#### EC.1.23.1.-（NADまたはNADPが電子受容体）
- EC.1.23.1.1 (+)-ピノレジノールレダクターゼ
- EC.1.23.1.2 (+)-ラリシレジノールレダクターゼ
- EC.1.23.1.3 (-)-ピノレジノールレダクターゼ
- EC.1.23.1.4 (-)-ラリシレジノールレダクターゼ

#### EC.1.23.5.-（キノンおよび類縁体が電子受容体）
- EC.1.23.5.1 ビオラキサンチンデエポキシダーゼ

### EC.1.97.-（その他の酸化還元酵素）
- EC.1.97.1.1 塩素酸レダクターゼ
- EC.1.97.1.2 ピロガロールヒドロキシトランスフェラーゼ
- EC.1.97.1.3 硫黄レダクターゼ
- EC.1.97.1.4 (ギ酸-C-アセチルトランスフェラーゼ)活性化酵素
- EC.1.97.1.5 欠番 →  EC.1.20.4.1
- EC.1.97.1.6 欠番 →  EC.1.20.99.1
- EC.1.97.1.7 欠番 →  EC.1.20.4.2
- EC.1.97.1.8 テトラクロロエテン還元的デハロゲナーゼ
- EC.1.97.1.9 セレン酸レダクターゼ
- EC.1.97.1.10 チロキシン-5'-デヨージナーゼ
- EC.1.97.1.11 チロキシン-5-デヨージナーゼ

### EC.1.98.-（水素分子を還元剤とする酵素）
- EC.1.98.1.1 欠番 →  EC.1.18.99.1

### EC.1.99.-（酸素分子を酸化剤とする酵素）

#### EC.1.99.1.-（ヒドロキシラーゼ; EC.1.14に統合）
- EC.1.99.1.1 欠番 →  EC.1.14.14.1
- EC.1.99.1.2 欠番 →  EC.1.14.16.1
- EC.1.99.1.3 欠番 削除
- EC.1.99.1.4 欠番 削除
- EC.1.99.1.5 欠番 →  EC.1.14.13.9
- EC.1.99.1.6 欠番 削除
- EC.1.99.1.7 欠番 →  EC.1.14.15.4
- EC.1.99.1.8 欠番 削除
- EC.1.99.1.9 欠番 →  EC.1.14.99.9
- EC.1.99.1.10 欠番 削除
- EC.1.99.1.11 欠番 →  EC.1.14.99.10
- EC.1.99.1.12 欠番 削除
- EC.1.99.1.13 欠番 →  EC.1.14.99.7とEC 5.4.99.7へ振り分け
- EC.1.99.1.14 欠番 →  EC.1.13.11.27

#### EC.1.99.1.-（オキシゲナーゼ; EC.1.13に統合）
- EC.1.99.2.1 欠番 →  EC.1.13.11.12
- EC.1.99.2.2 欠番 →  EC.1.13.11.1
- EC.1.99.2.3 欠番 →  EC.1.13.11.3
- EC.1.99.2.4 欠番 →  EC.1.13.11.4
- EC.1.99.2.5 欠番 →  EC.1.13.11.5
- EC.1.99.2.6 欠番 →  EC.1.13.99.1